# Seznam světového dědictví v Evropě, I–M
Toto je seznam památek světového dědictví UNESCO v Evropě.
Pro obsáhlost je Seznam světového kulturního a přírodního dědictví v Evropě rozdělen do čtyř částí seřazených abecedně podle států, které zařazení lokality do Seznamu navrhly. Tato část obsahuje státy od Islandu po Maltu. Následující přehled památek je aktuální k datu 30. 7. 2025.
U každé položky je uveden český název, oficiální anglický název dle seznamu UNESCO, stručná charakteristika a odkaz na základní zdůvodnění zápisu dle UNESCO. Číslo v odkazu je současně číslo, pod kterým je lokalita vedena v Seznamu. Položky seznamu u jednotlivých zemí jsou řazeny podle roku zápisu do Seznamu. V souladu s oficiálním seznamem UNESCO jsou Izrael, Kypr a celé území Turecka řazeny mezi evropské země.

## Irsko

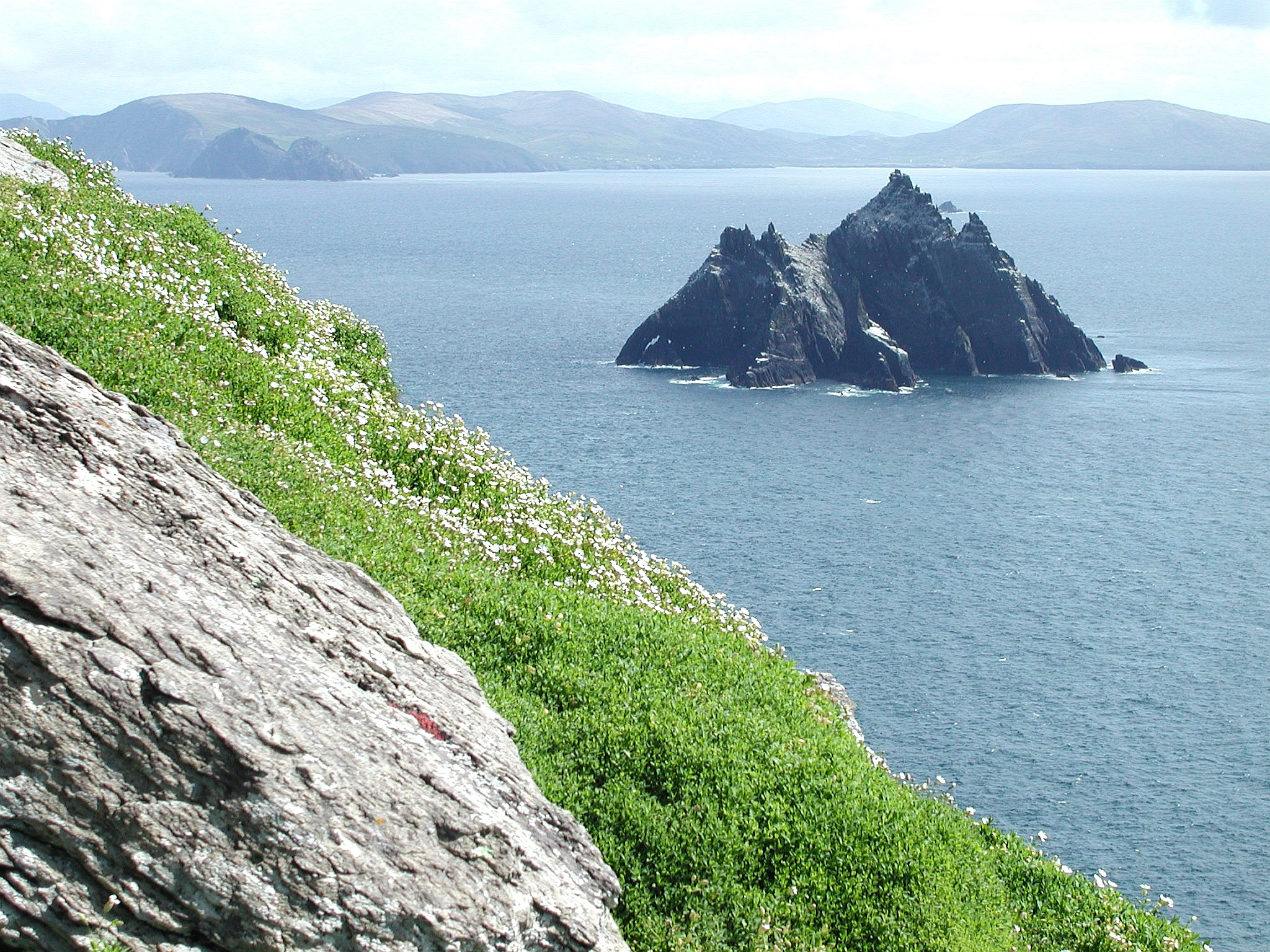
Skellig Michael

1. Archeologické naleziště v údolí řeky Boyne
Archaeological Ensemble of the Bend of the Boyne
Údolí řeky s megalitickými stavbami.
1993
 http://whc.unesco.org/en/list/659
2. Skellig Michael
Skellig Michael
Ostrov s klášterním komplexem ze 7. století, kde žili první irští křesťané.
1996
 http://whc.unesco.org/en/list/757

## Island

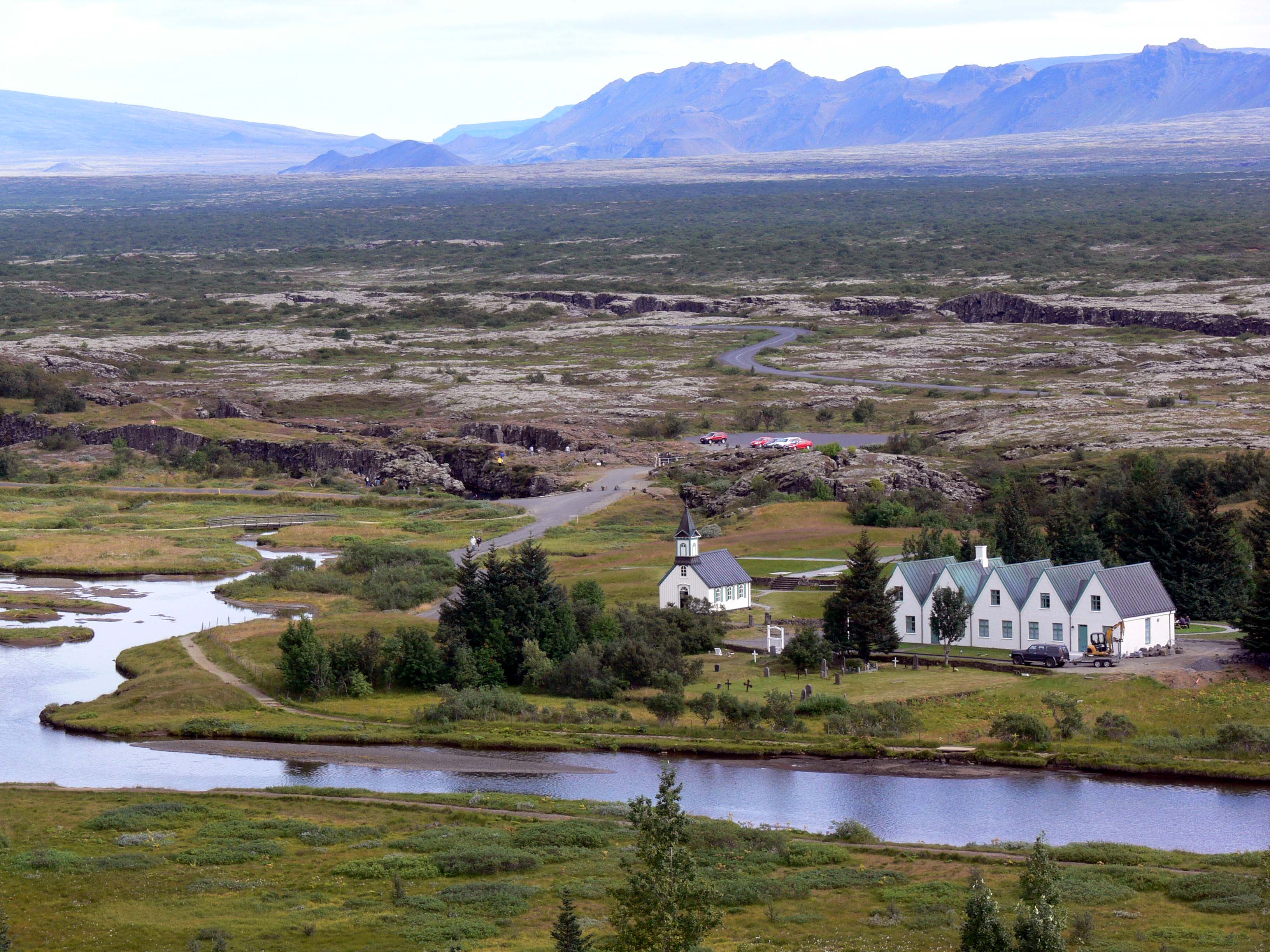
Národní park Þingvellir

1. Národní park Þingvellir
Þingvellir National Park
Národní park Þingvellir (Thingvellir) je místo, kde se od roku 930 až do roku 1798 konal Althing – shromáždění občanů pod širým nebem, patrně nejstarší evropský parlament.
2004
 http://whc.unesco.org/en/list/1152
2. Surtsey
Surtsey
2008
 http://whc.unesco.org/en/list/1267
3. Národní park Vatnajökull – dynamická povaha ohně a ledu
Vatnajökull National Park – dynamic nature of fire and ice
Kromě samotného stejnojmenného ledovce Vatnajökull je součástí parku i okolní sopečná krajina.
2019
 http://whc.unesco.org/en/list/1604

## Itálie

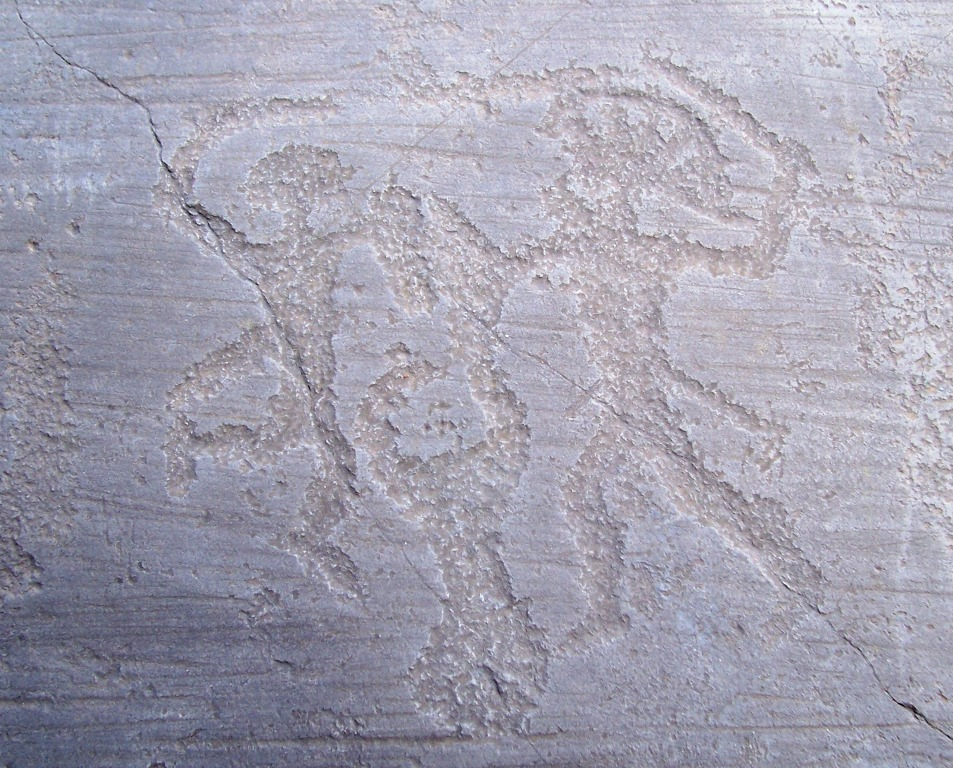
Skalní kresby ve Val Camonice

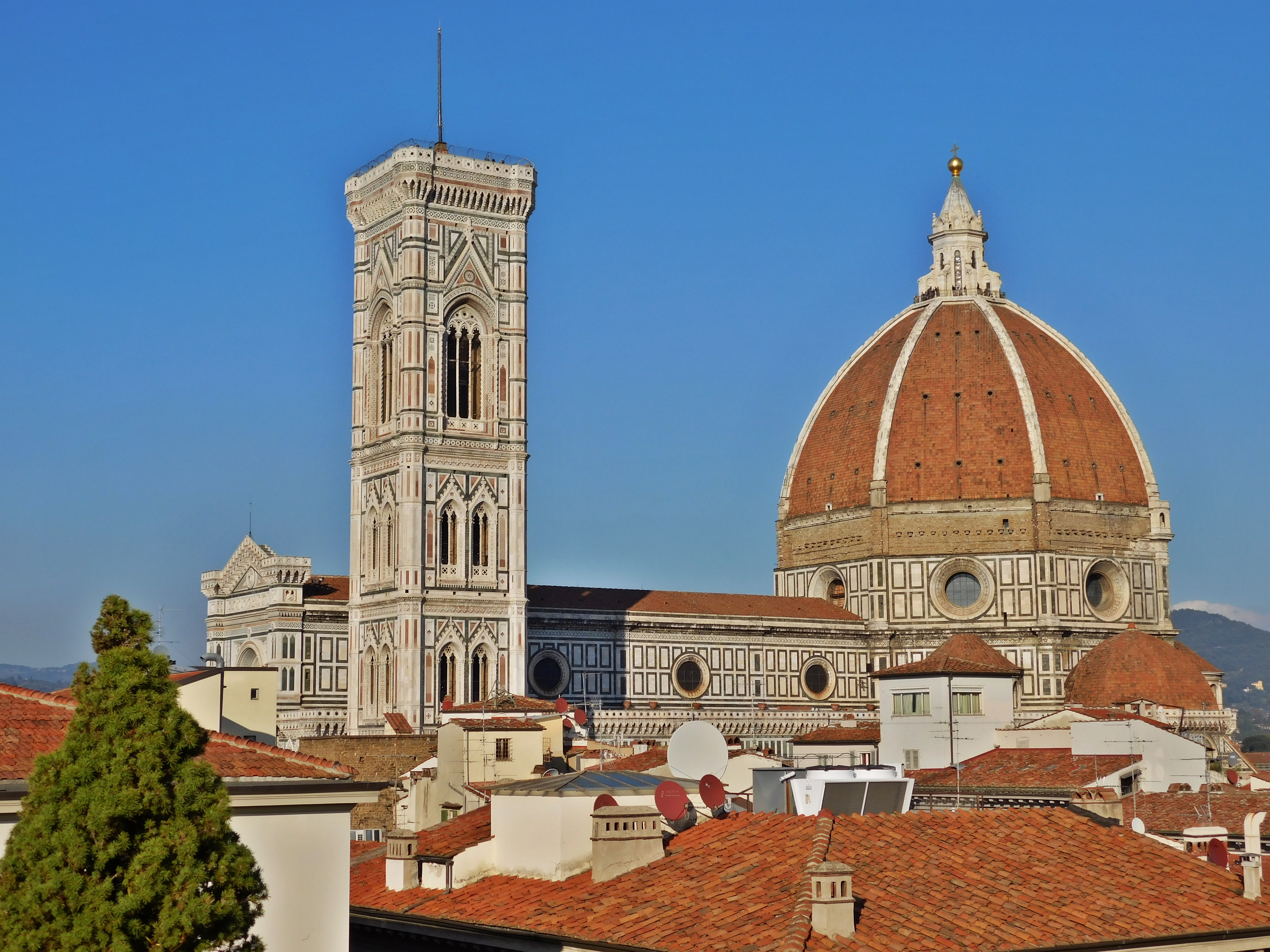
Florencie

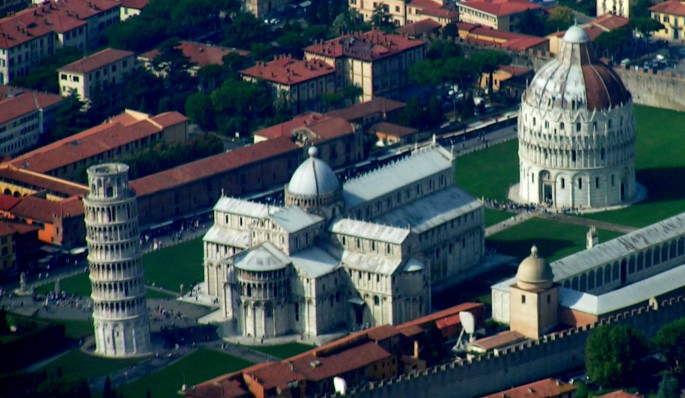
Piazza del Duomo

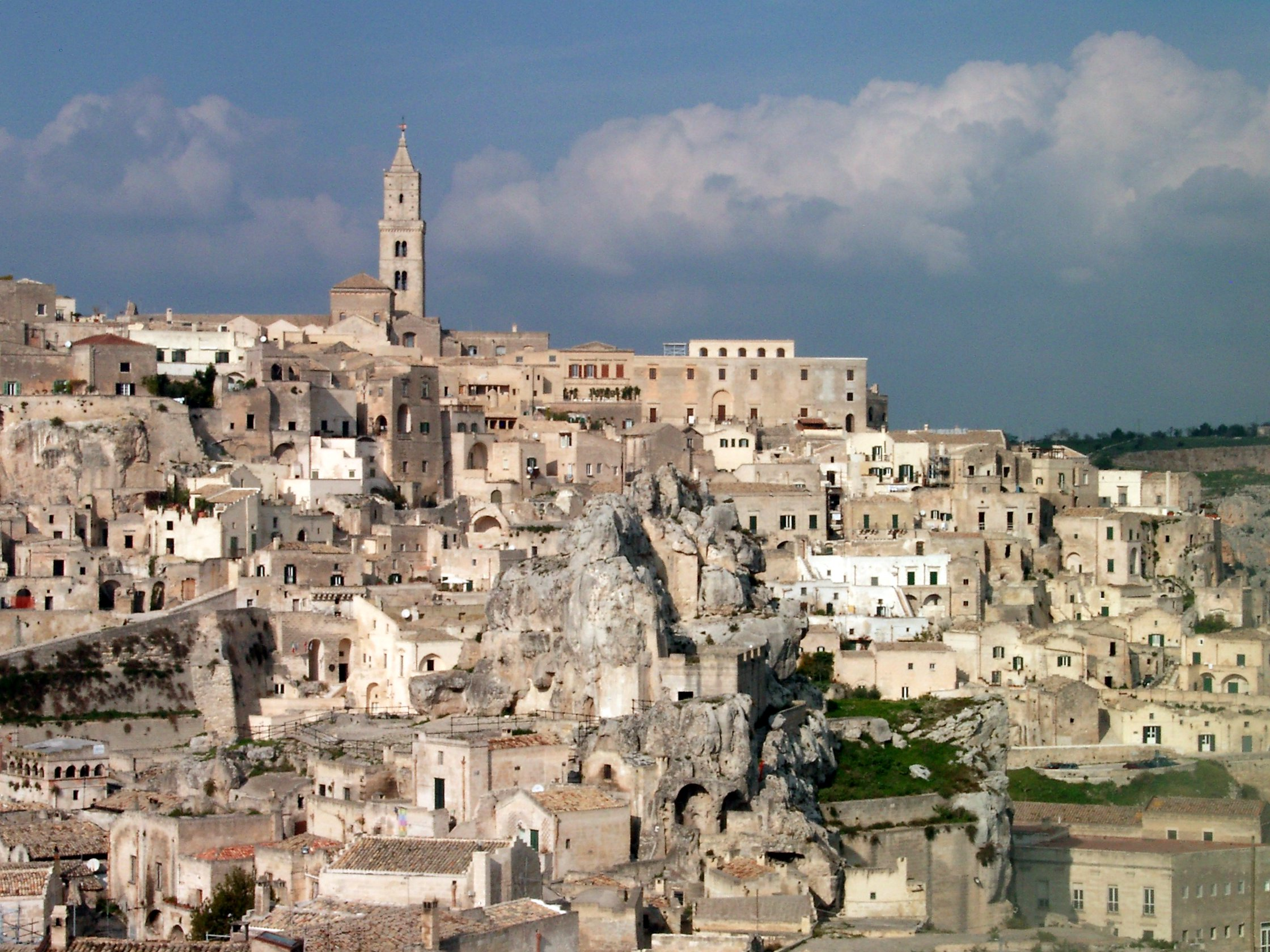
Matera

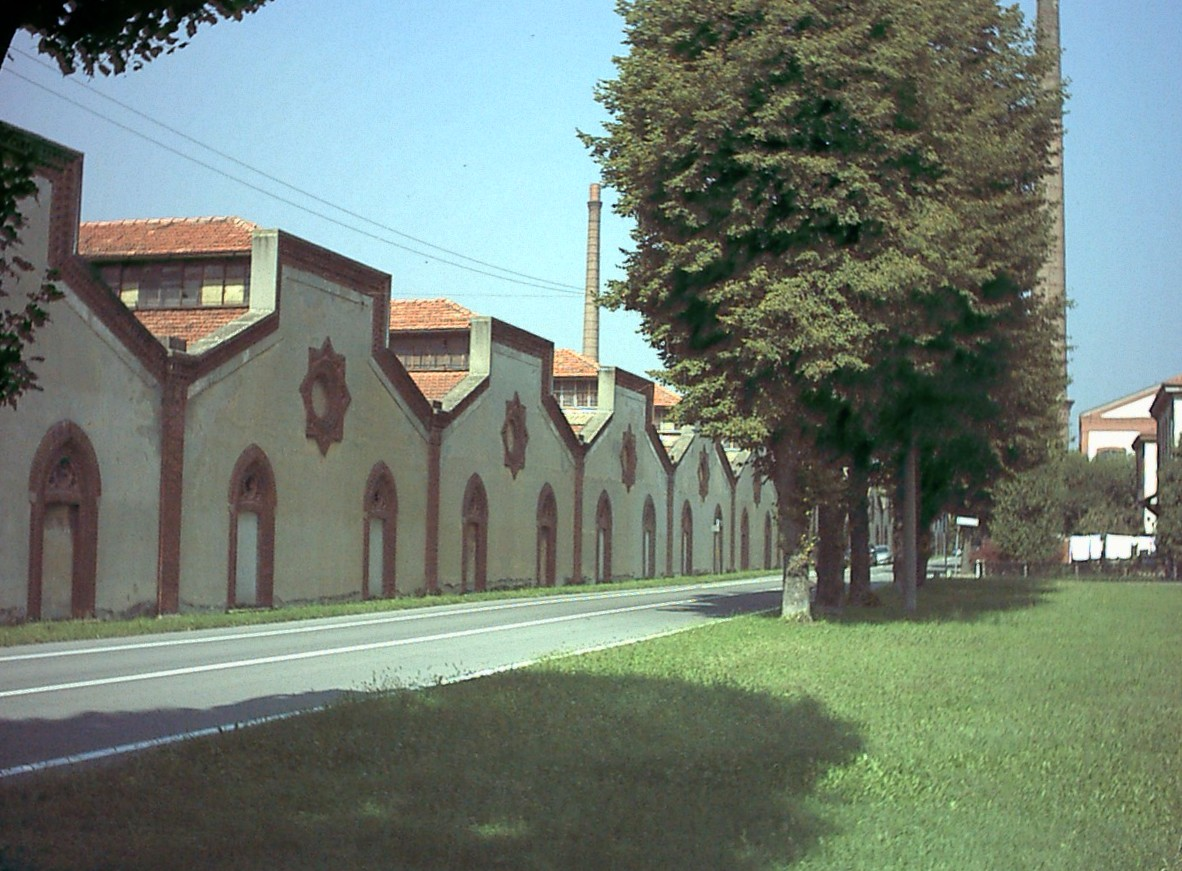
Crespi d'Adda

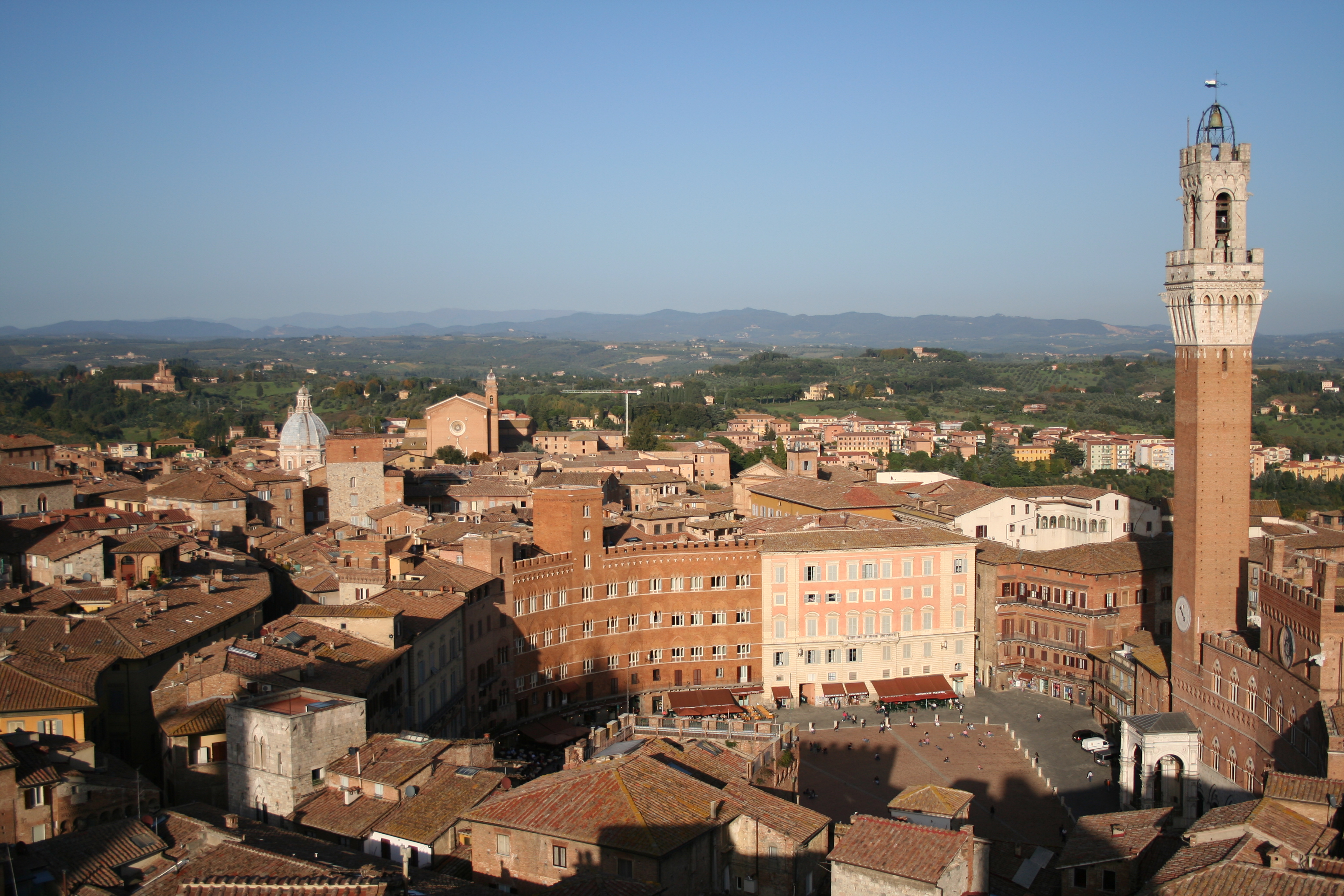
Siena

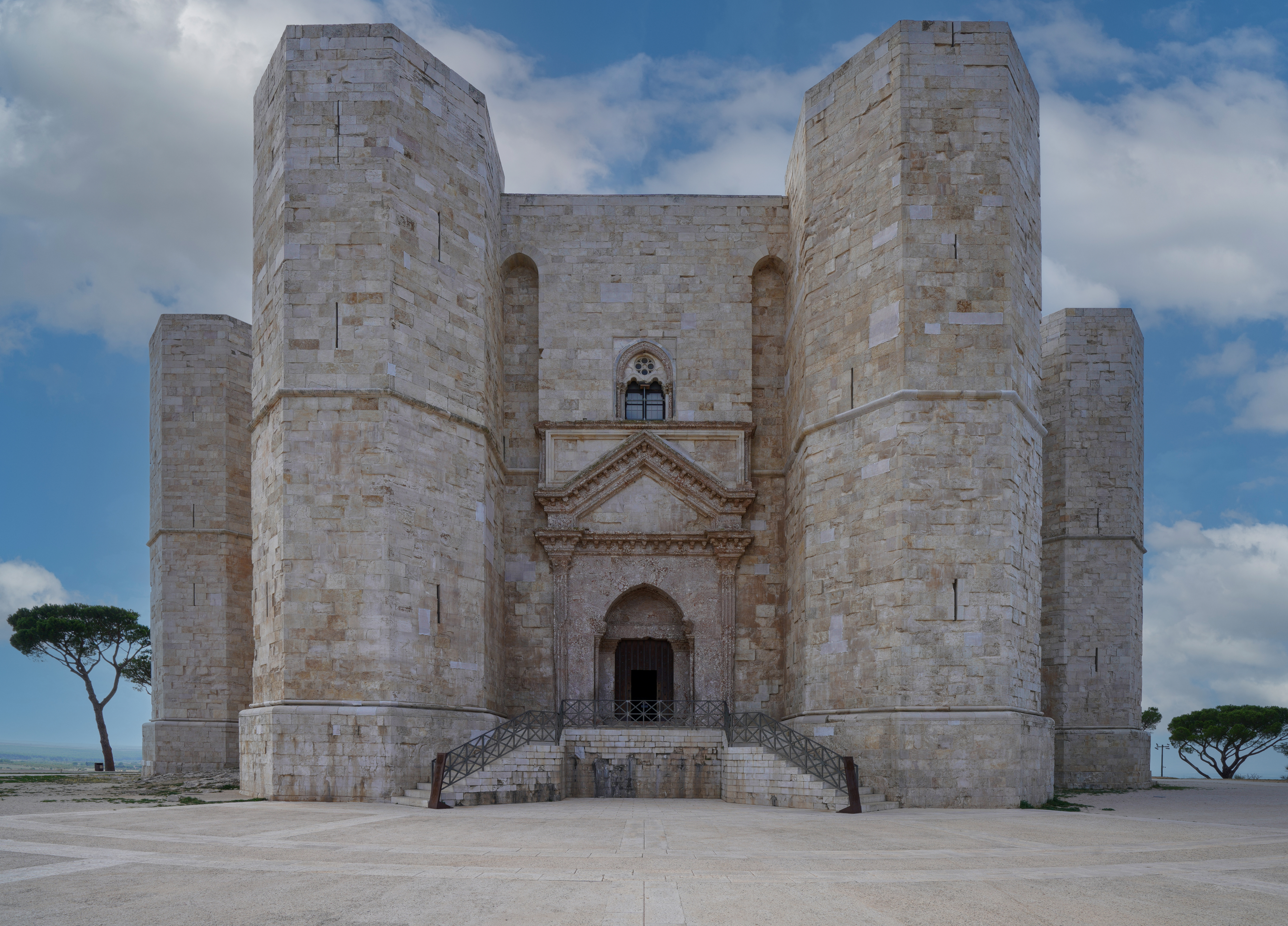
Castel del Monte

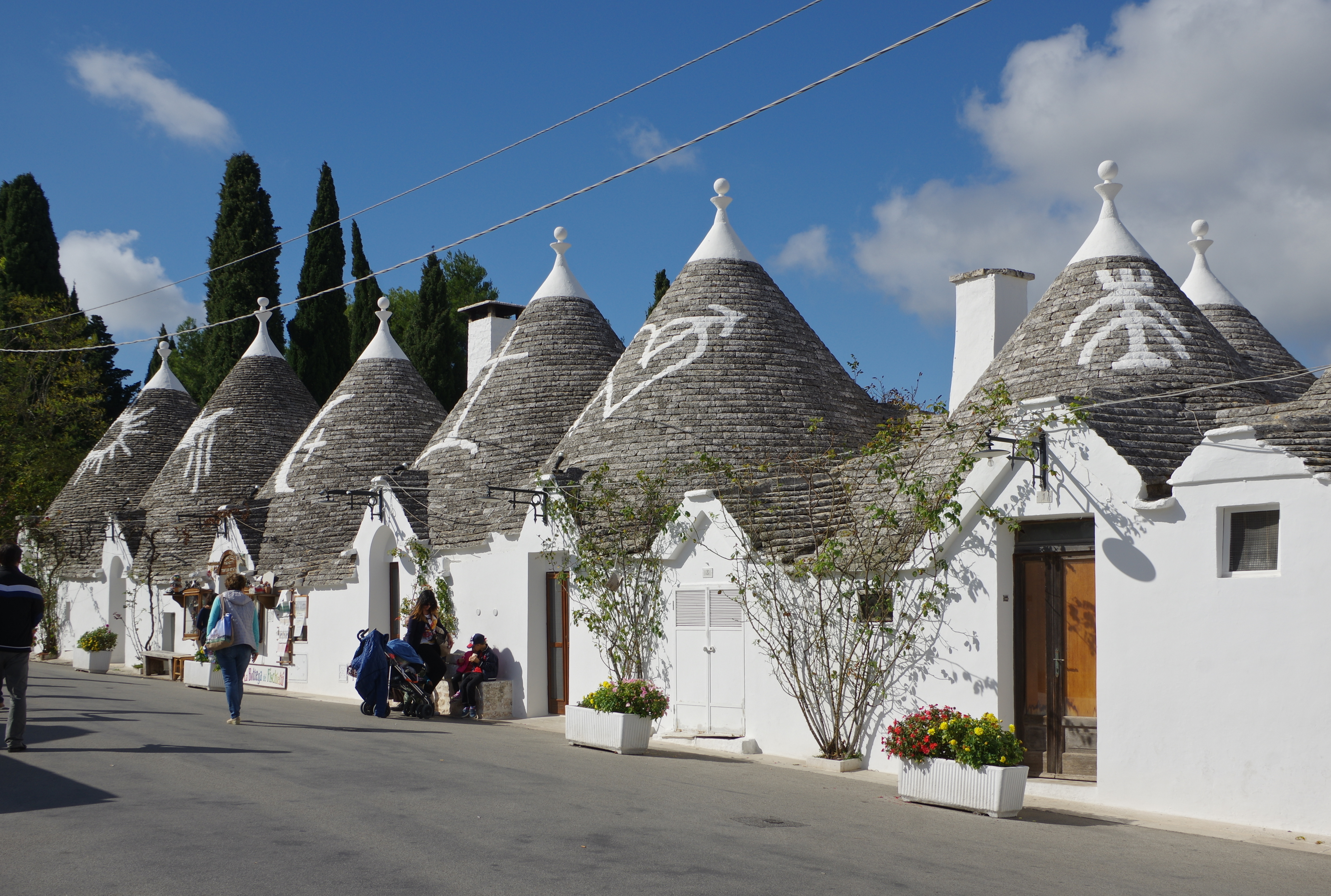
Alberobello

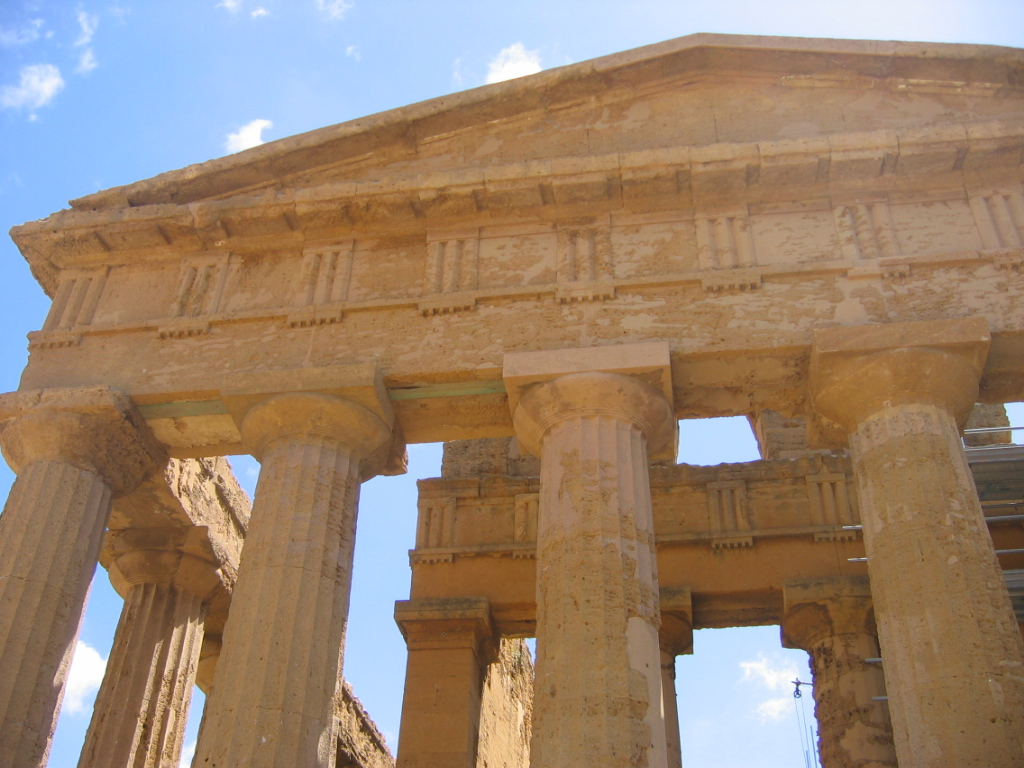
Agrigent

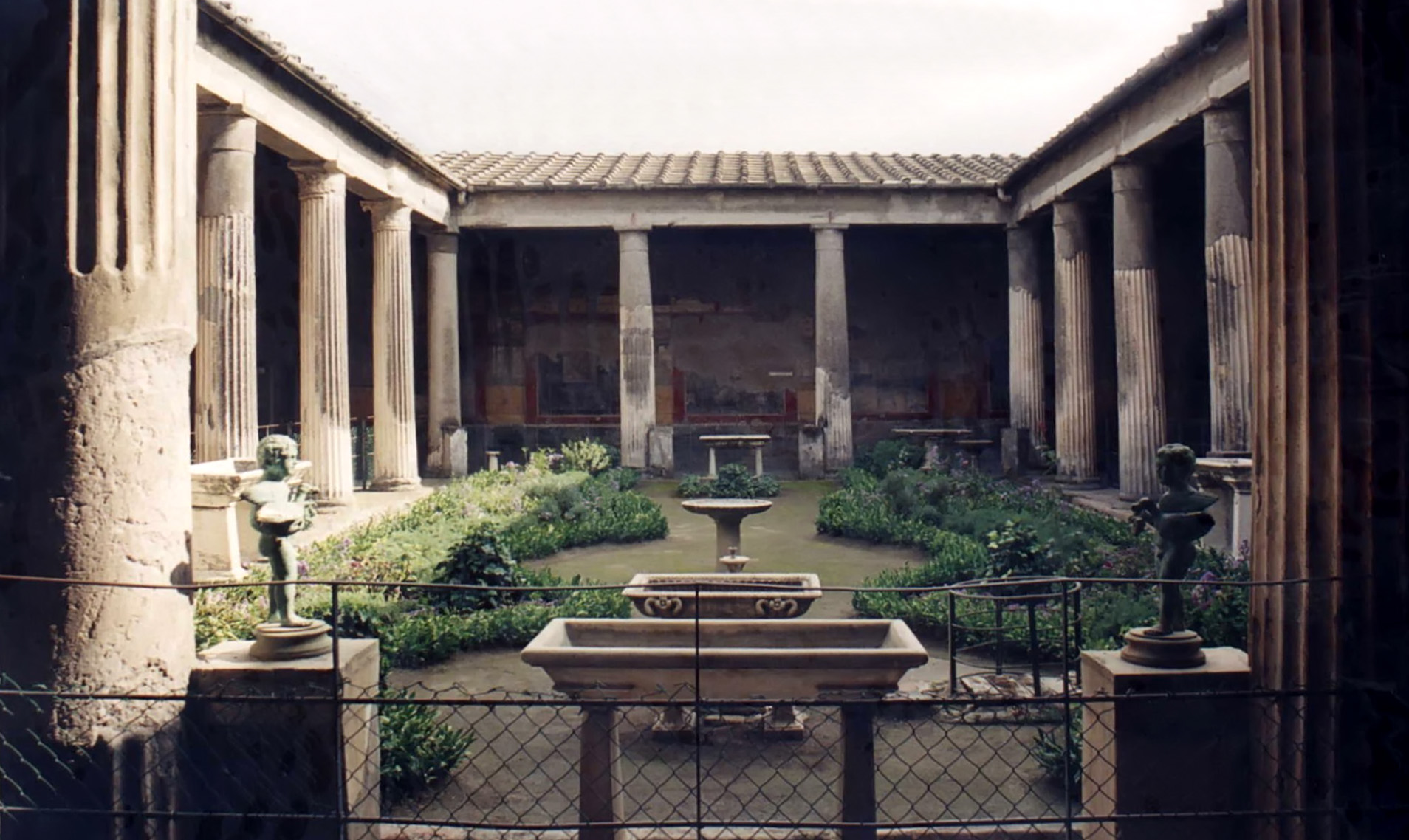
Pompeje

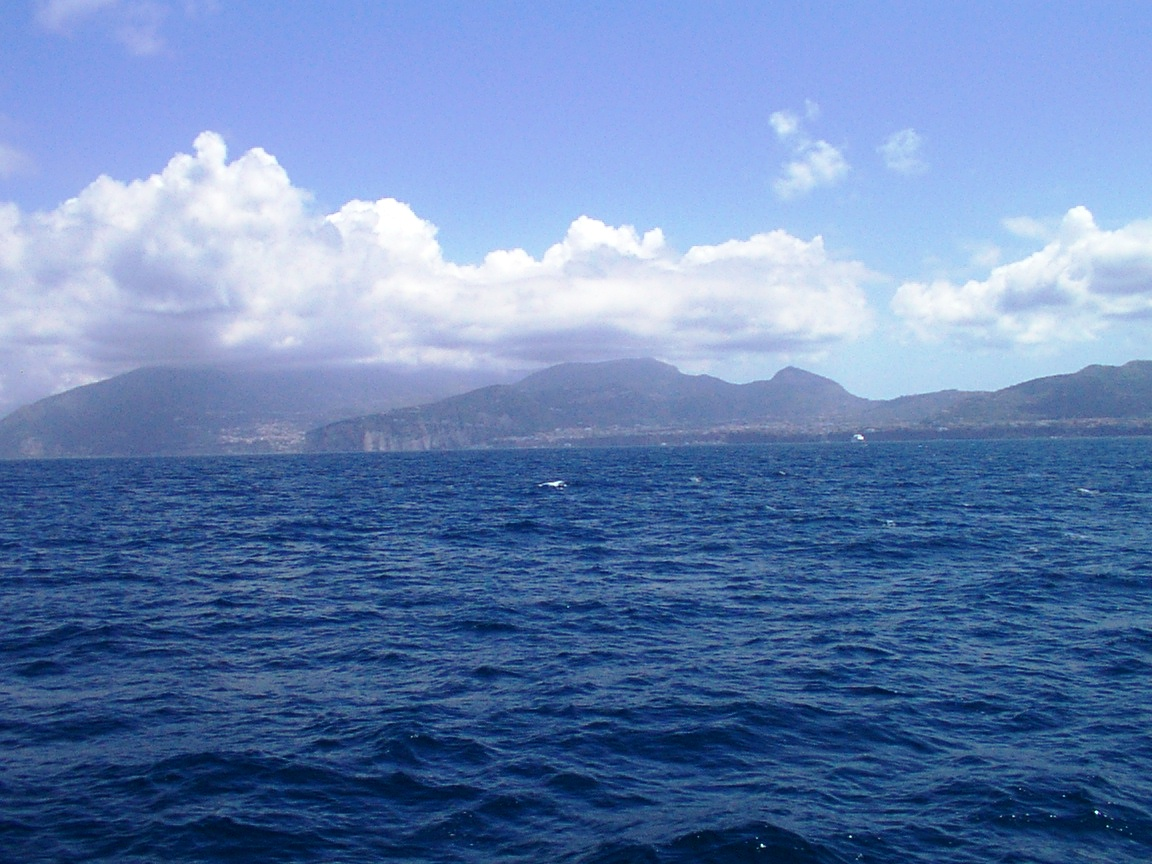
Amalfinské pobřeží

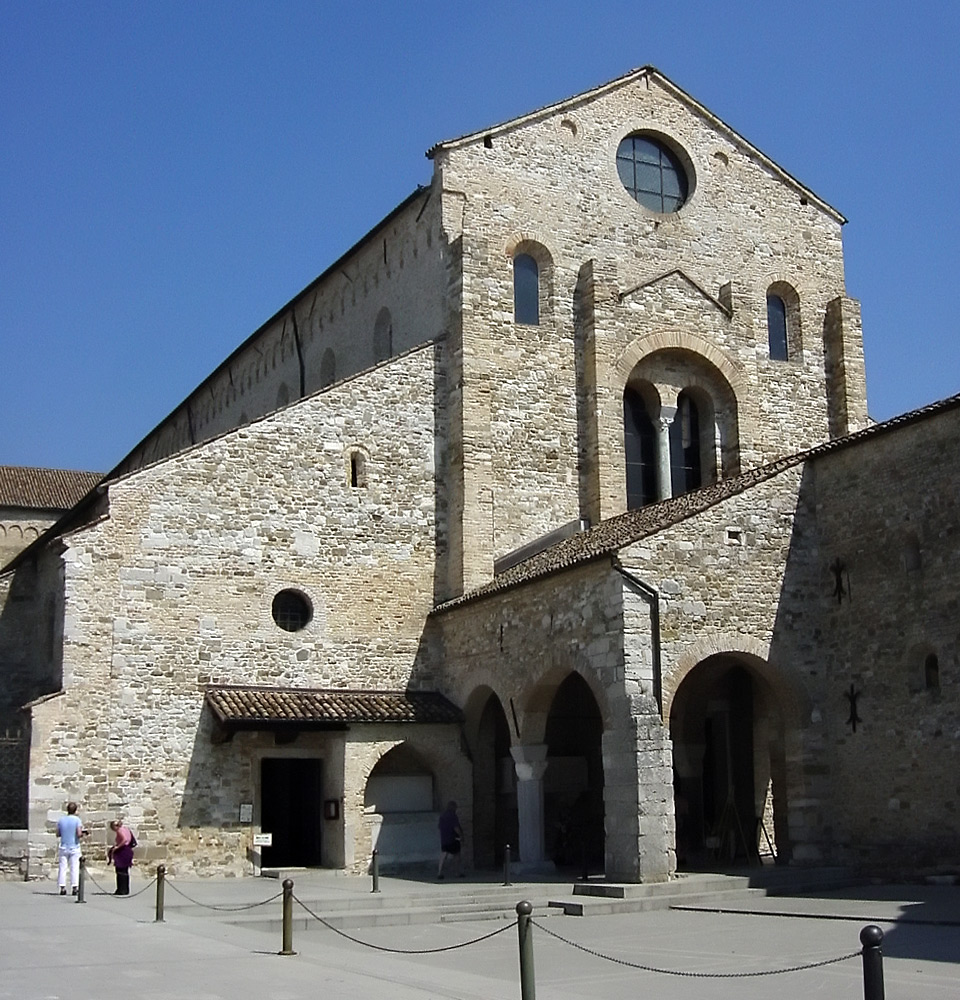
Bazilika v Aquileie

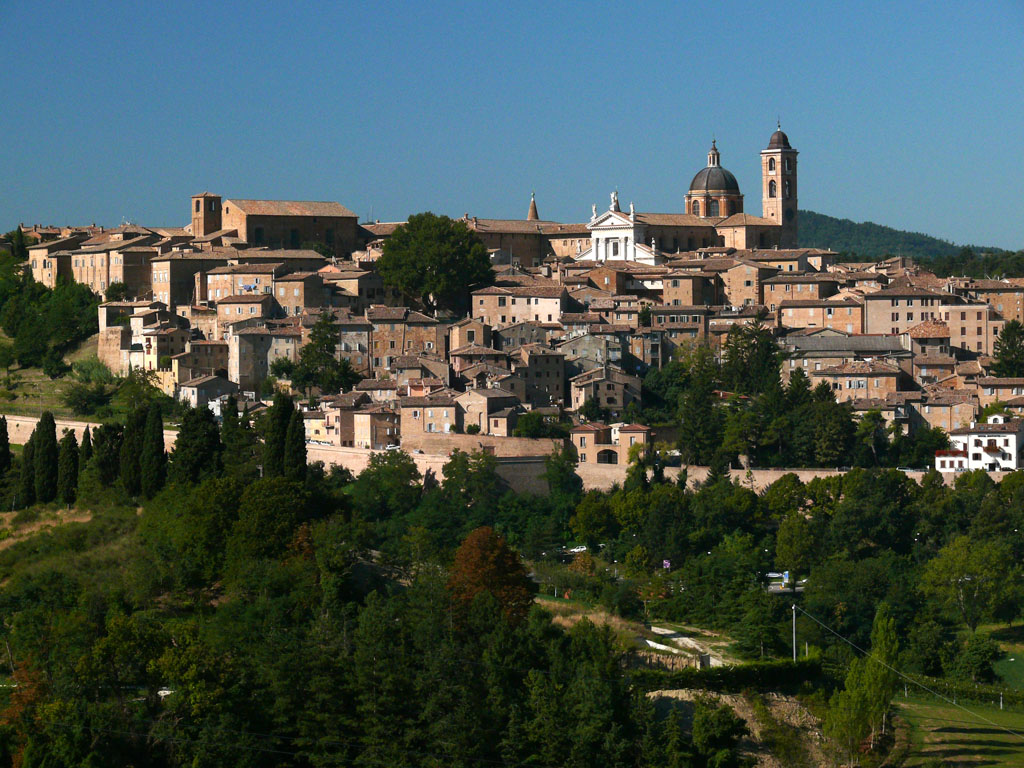
Urbino

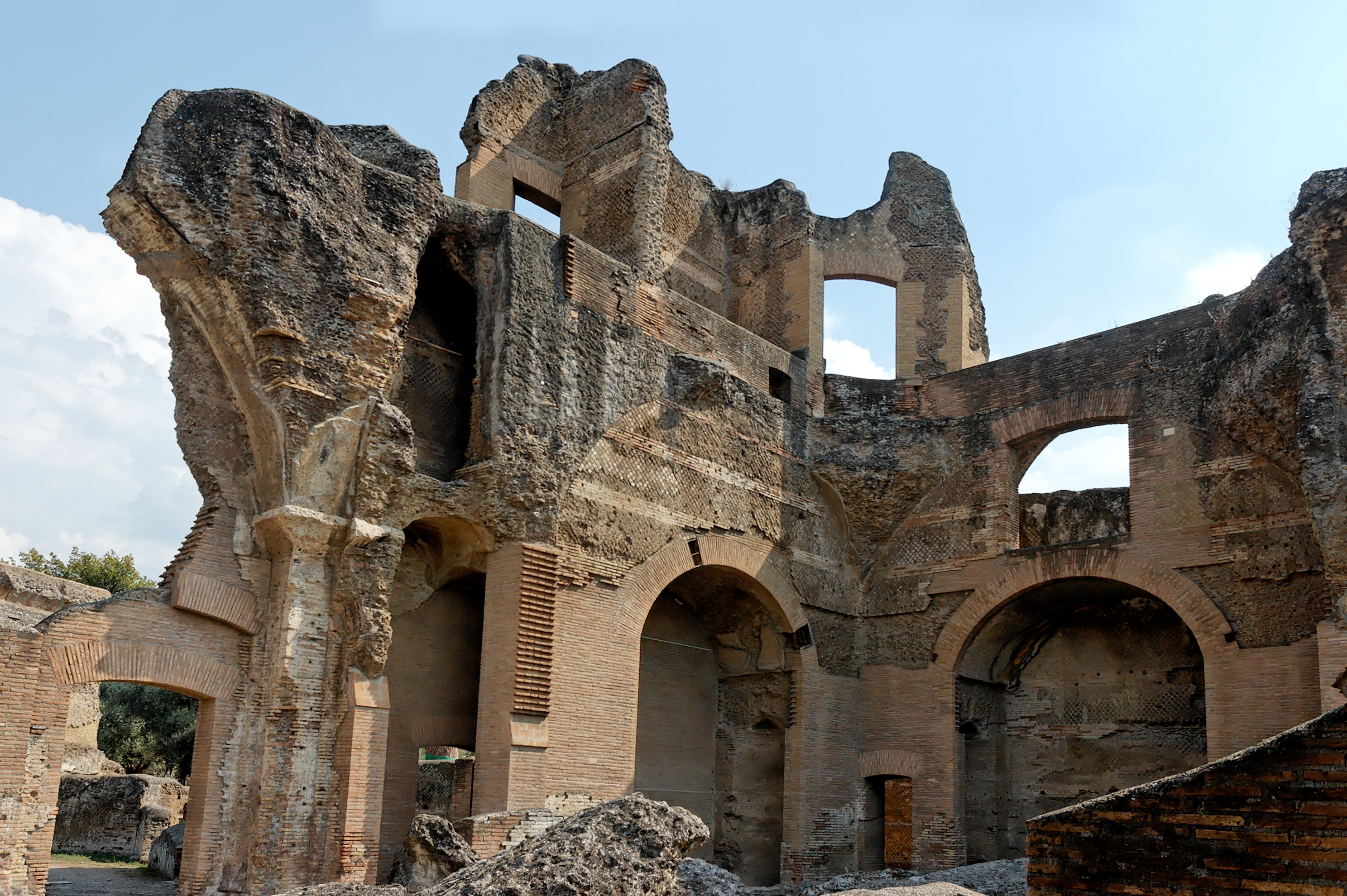
Vila Adriana v Tivoli

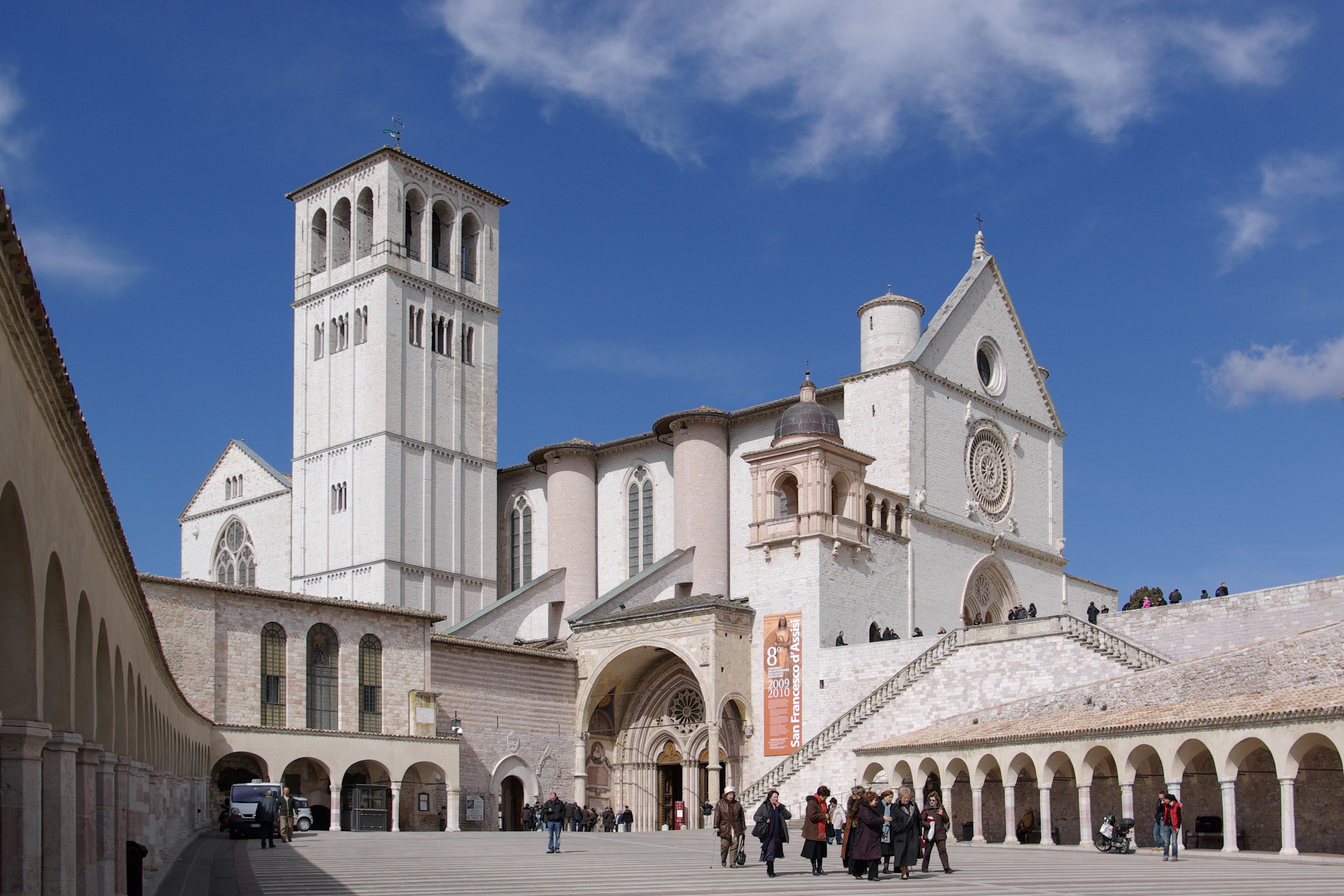
Bazilika svatého Františka z Assisi

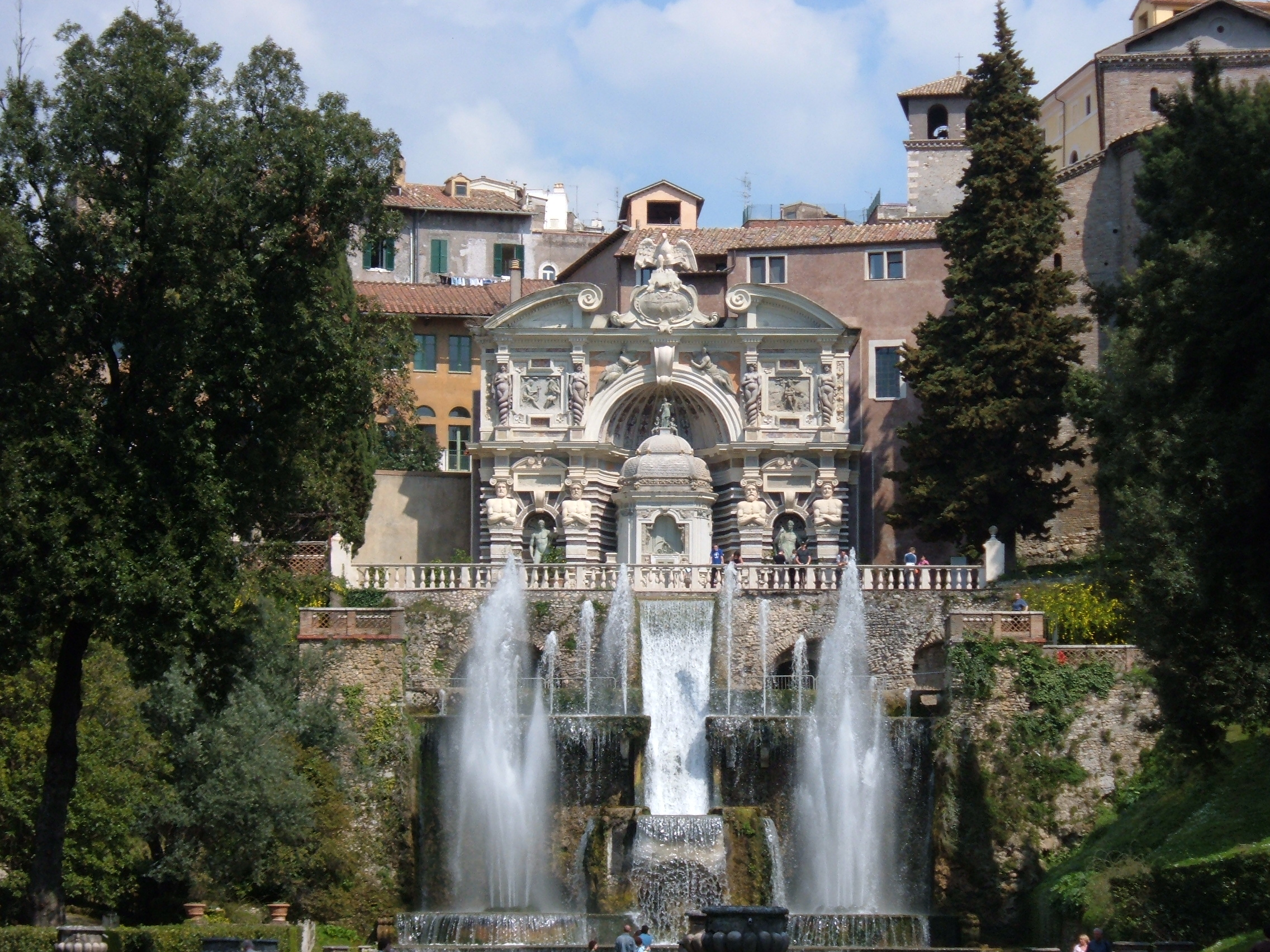
Villa d’Este

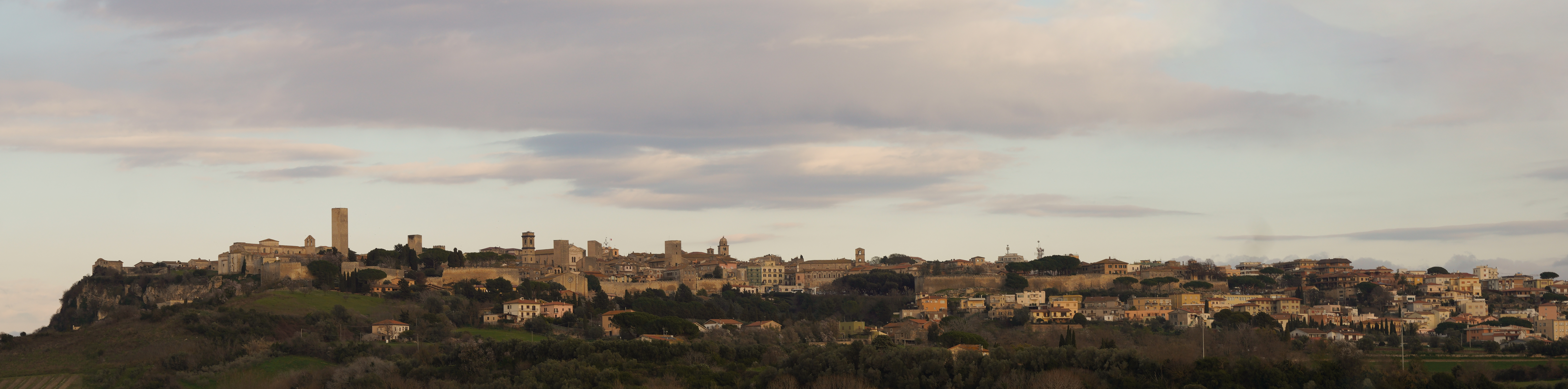
Tarquinia

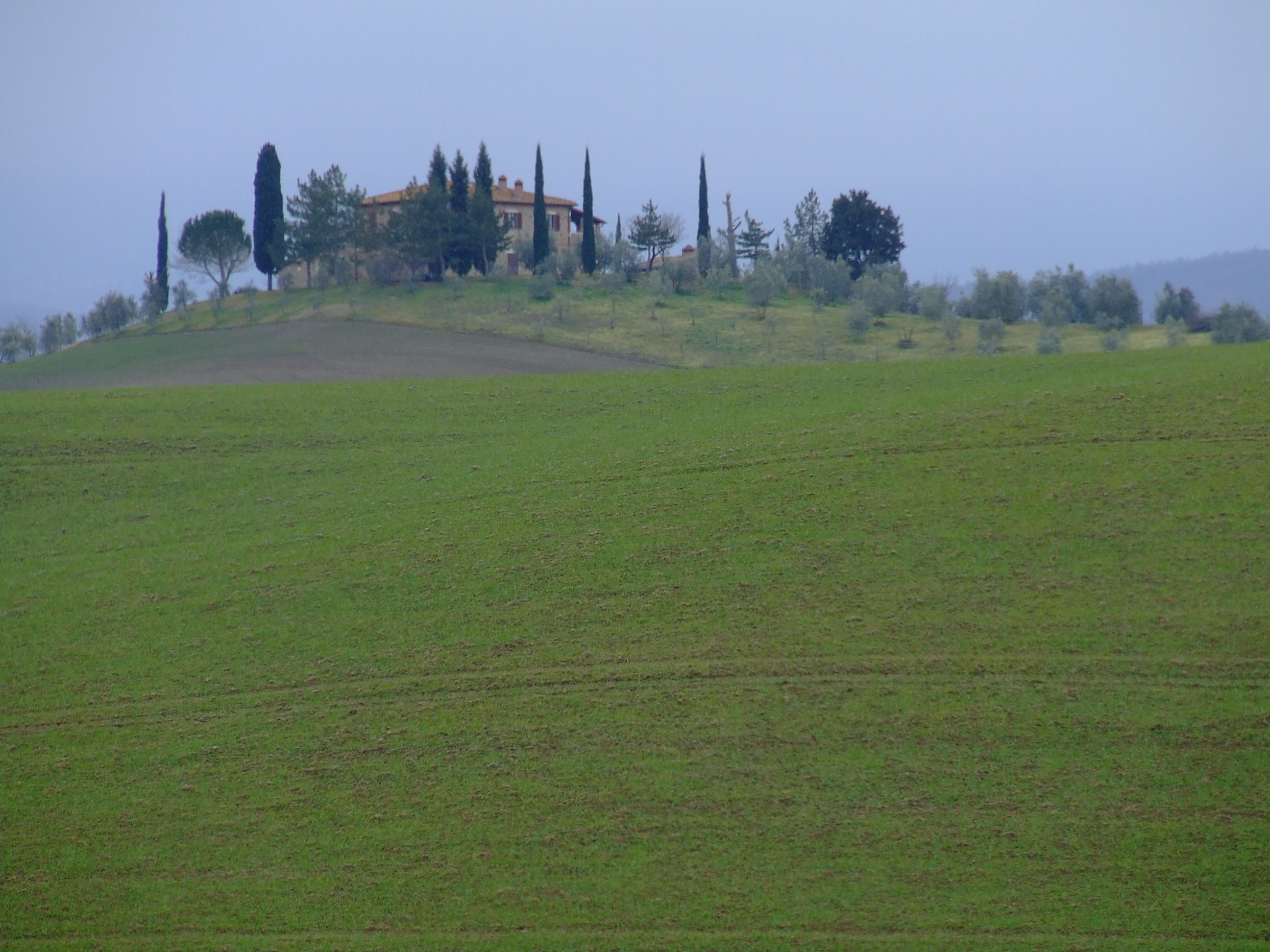
Val d’Orcia

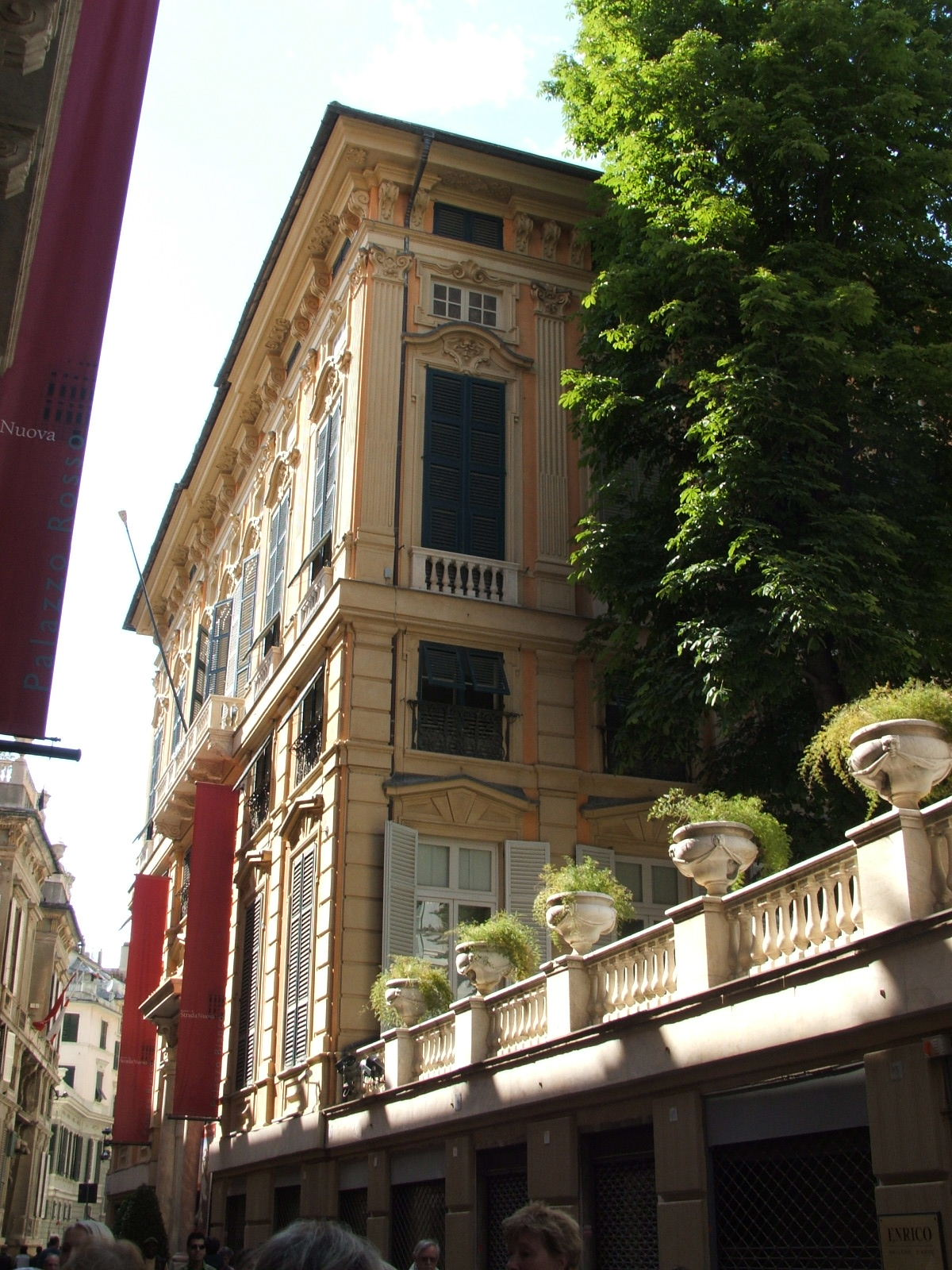
Janov

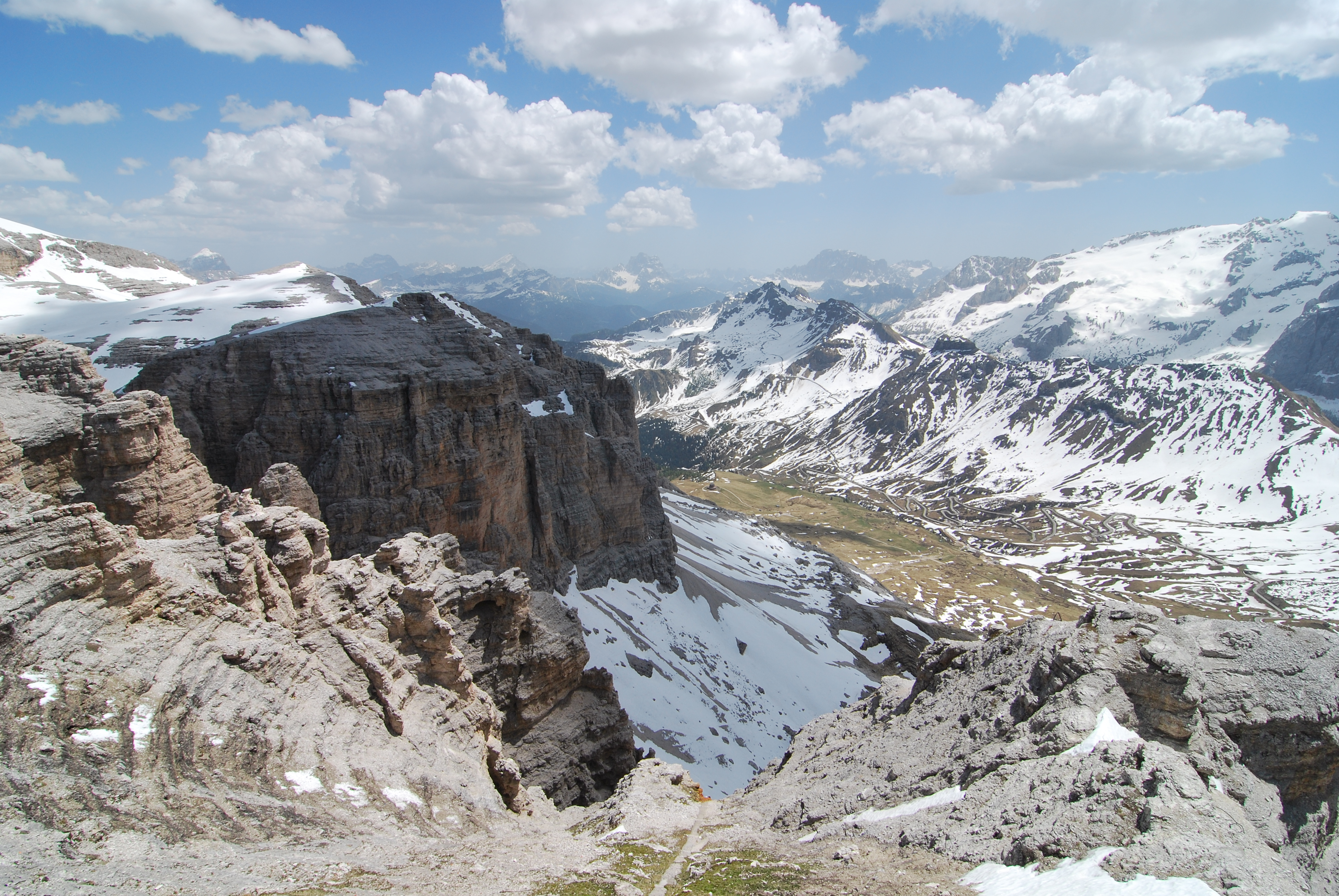
Dolomity

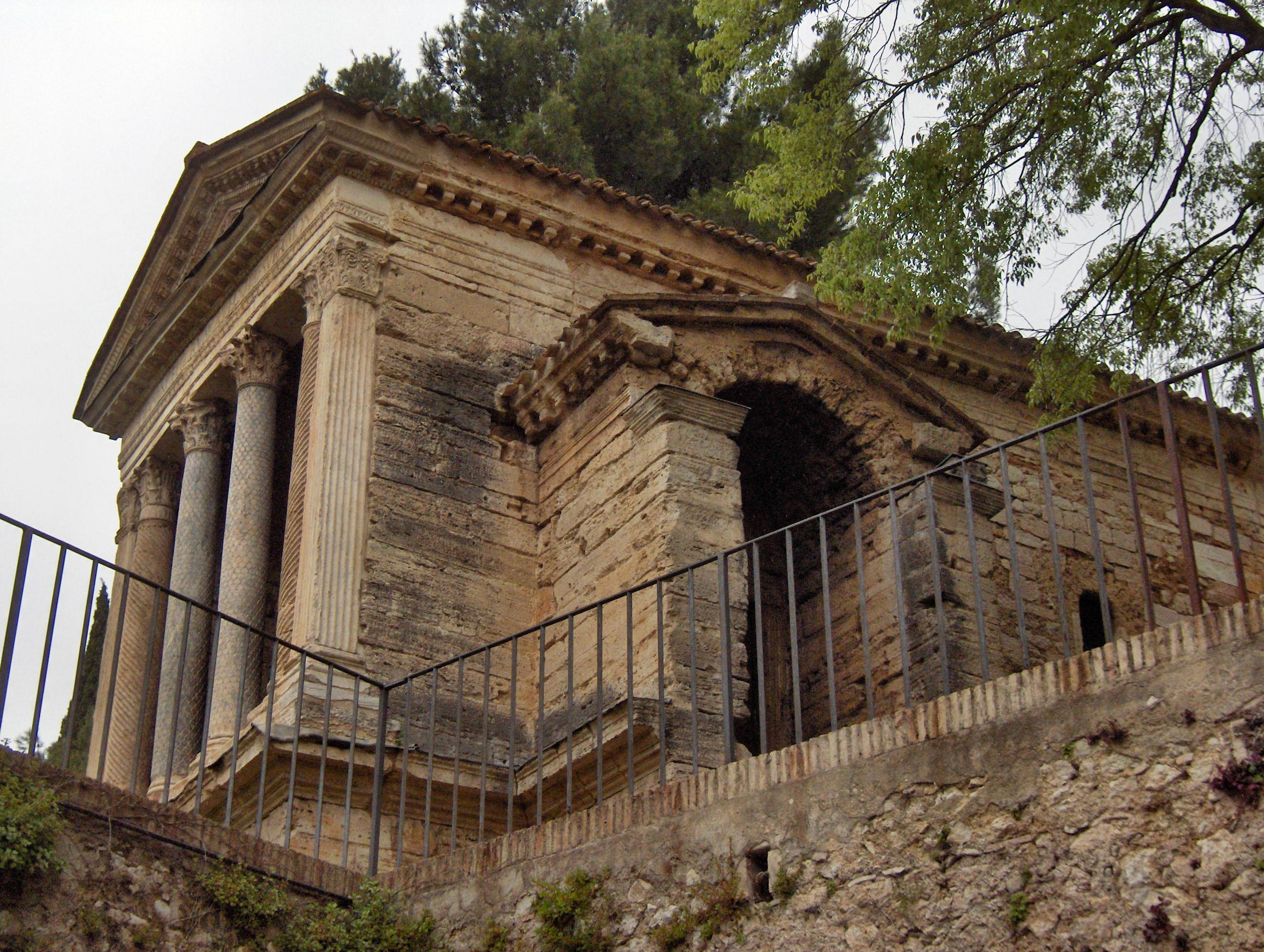
Mocenská střediska Langobardů v Itálii

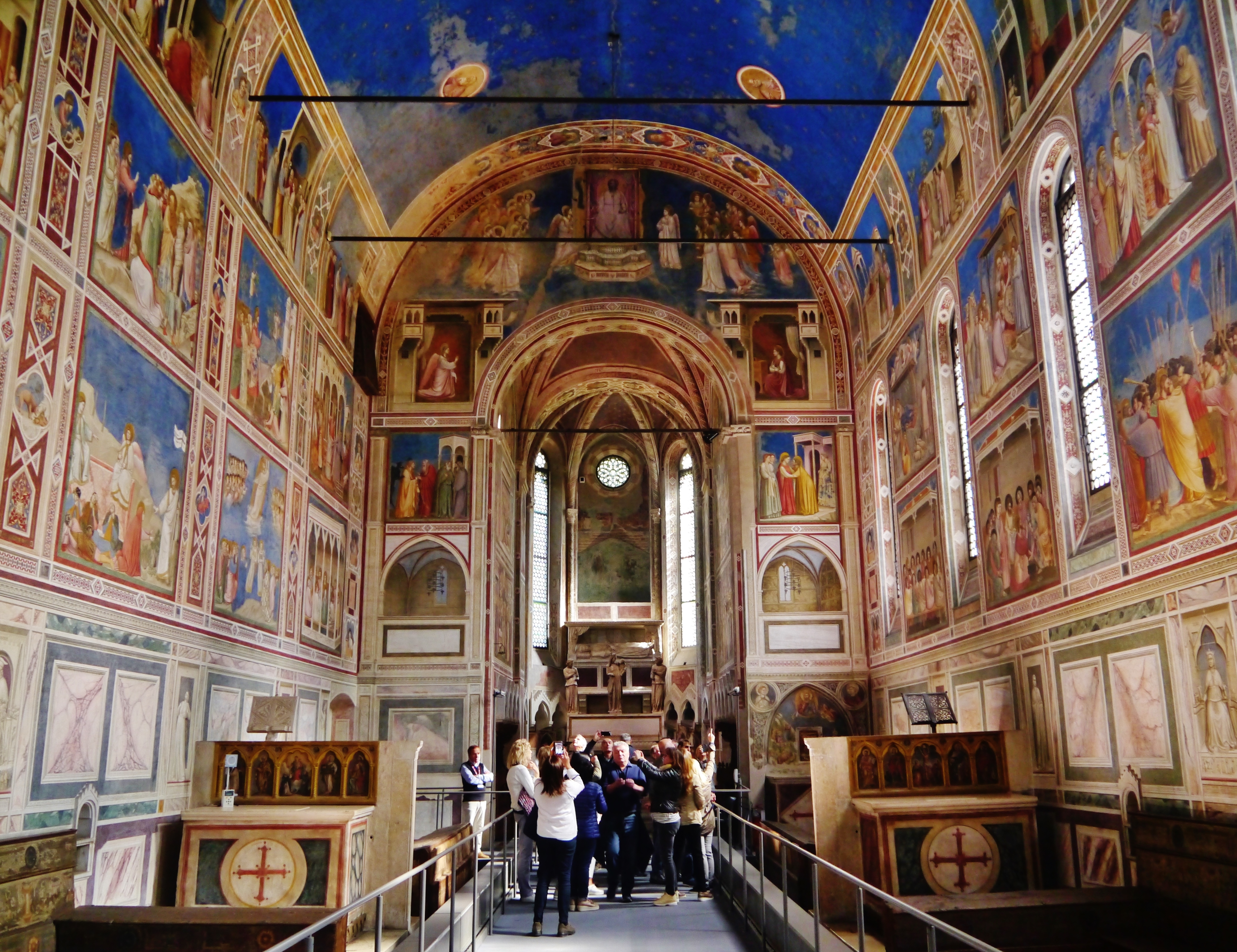
Cyklus fresek ze 14. století v Padově

1. Skalní kresby ve Val Camonice
Rock Drawings in Valcamonica
Údolí s jedním z největších nalezišť petroglyfů.
1979
 http://whc.unesco.org/en/list/94
2. Kostel a dominikánský konvent Santa Maria delle Grazie
Church and Dominican Convent of Santa Maria delle Grazie with „The Last Supper“ by Leonardo da Vinci
Kostel a konvent řádu dominikánů Santa Maria delle Grazie v Miláně s Poslední večeří od Leonarda da Vinci.
1980
 http://whc.unesco.org/en/list/93
3. Řím – historické centrum
Historic Centre of Rome, the Properties of the Holy See in that City Enjoying Extraterritorial Rights and San Paolo Fuori le Mura.
Historické centrum s antickými památkami a budovy patřící Svaté stolici.
1980, 1990
http://whc.unesco.org/en/list/91
4. Florencie – historické centrum
Historic Centre of Florence
Historické centrum města, symbol renesance.
1982
 http://whc.unesco.org/en/list/174
5. Piazza del Duomo, Pisa
Piazza del Duomo, Pisa
Mistrovská díla středověké architektury (katedrála, baptisterium a zvonice – Šikmá věž).
1987
 http://whc.unesco.org/en/list/395
6. Benátky a Benátská laguna
Venice and its Lagoon
Kulturní památky města a na 118 okolních ostrovech.
1987
 http://whc.unesco.org/en/list/394
7. San Gimignano – historické centrum
Historic Centre of San Gimignano
Historické centrum je typické svými věžemi, symboly bohatství místních patricijských rodin.
1990
 http://whc.unesco.org/en/list/550
8. Historické centrum Matery
I Sassi di Matera
Historické město. V jeho okolí se nacházejí nejvýznamnější místa pobytu jeskynního člověka v oblasti Středozemí.
1993
 http://whc.unesco.org/en/list/670
9. Město Vicenza a Palladiovy vily v Benátsku
City of Vicenza and the Palladian Villas of the Veneto
Architekt Andrea Palladio je autorem takzvaného palladianského stylu, který se pak rozšířil do západní Evropy.
1994, 1996
http://whc.unesco.org/en/list/712
10. Crespi d'Adda
Crespi d'Adda
Typické dělnické město 19. a 20. století.
1995
 http://whc.unesco.org/en/list/730
11. Ferrara a delta Pádu
Ferrara, City of the Renaissance, and its Po Delta 
Historické jádro města s renesančními památkami.
1995, 1999
 http://whc.unesco.org/en/list/733
12. Neapol – historické centrum
Historic Centre of Naples
Historické jádro města svědčí o vlivu mnoha kultur.
1995
 http://whc.unesco.org/en/list/726
13. Siena – historické centrum
Historic Centre of Siena
Příklad středověkého toskánského města.
1995
 http://whc.unesco.org/en/list/717
14. Castel del Monte
Castel del Monte
Unikátní hrad z 13. století.
1996
 http://whc.unesco.org/en/list/398
15. Ravenna – raně křesťanské památky
Early Christian Monuments of Ravenna
Raně křesťanské monumenty a mozaiky z 5. až 6. století.
1996
 http://whc.unesco.org/en/list/788
16. Pienza – historické centrum
Historic Centre of the City of Pienza
Město v Toskánsku, kde se při stavbě začaly poprvé uplatňovat renesanční ideje. 
1996
 http://whc.unesco.org/en/list/789
17. Domy trulli Alberobello
The Trulli of Alberobello
Město s typickými domy (tzv. trulli), které se stavějí z kamenů bez použití malty.
1996
 http://whc.unesco.org/en/list/787
18. Královský palác Caserta s parkem, akvadukt Vanvitelli a komplex San Leucio z 18. století
18th-Century Royal Palace at Caserta, with the Park, the Aqueduct of Vanvitelli, and the San Leucio Complex
Na seznam je zapsán spolu s parkem, akvaduktem Vanvitelli a komplexem San Leucio. Byl vytvořen Carlem Borbonem v polovině 18. století, aby konkuroval Versailles a Madridu.
1997
 http://whc.unesco.org/en/list/549
19. Archeologické naleziště v Agrigentu
Archaeological Area of Agrigento
Zbytky chrámů v dórském stylu a pozdější hellenistické a římské město.
1997
 http://whc.unesco.org/en/list/831
20. Archeologické naleziště v Pompejích, Herculaneu a Torre Annunziata
Archaeological Areas of Pompei, Herculaneum and Torre Annunziata
Města a vily zasypané výbuchem Vesuvu v roce 79.
1997
 http://whc.unesco.org/en/list/829
21. Botanická zahrada v Padově
Botanical Garden Orto Botanico, Padua
První botanická zahrada na světě, založená r. 1545.
1997
 http://whc.unesco.org/en/list/824
22. Katedrála Nanebevzetí Panny Marie, brána Torre Civica a náměstí Piazza Grande v Modeně
Cathedral, Torre Civica and Piazza Grande, Modena
Skvělý příklad románského umění a práce dvou velikých umělců: Giovanni Lanfranca a Wiligelma.
1997
 http://whc.unesco.org/en/list/827
23. Pobřeží Amalfitana
Costiera Amalfitana
Pobřežní krajina Amalfitany je ztělesněná fyzická krása a přírodní rozmanitost.
1997
 http://whc.unesco.org/en/list/830
24. Portovenere, Cinque Terre a ostrovy Palmaria, Tino a Tinetto
Portovenere, Cinque Terre, and the Islands Palmaria, Tino and Tinetto
Ligurská pobřežní oblast mezi Cinque Terre a Portovenere je kulturní krajina velké přírodní i kulturní hodnoty.
1997
 http://whc.unesco.org/en/list/826
25. Rezidence královského rodu Savojských
Residences of the Royal House of Savoy
Řada budov vévody Emmanuela Philiberta Savojského v Turíně a Piemontu.
1997
 http://whc.unesco.org/en/list/823
26. Su Nuraxi di Barumini
Su Nuraxi di Barumini
Komplex kruhových obranných věží z otesaného kamene s komnatami s klenutými stropy ze 2. stol. př. n. l. na Sardinii.
1997
 http://whc.unesco.org/en/list/833
27. Villa Romana del Casale
Villa Romana del Casale
Vila postavená ve 4. stol. v dnešním městě Piazza Armerina na Sicílii, je jedním z nejluxusnějších příkladů památek tohoto typu – mimořádné mozaiky.
1997
 http://whc.unesco.org/en/list/832
28. Archeologické naleziště a patriarchální bazilika v Aquileie
Archaeological Area and the Patriarchal Basilica of Aquileia
Město raného Říma. Většina stále zůstává neodkryta. Pod poli, lze očekávat významné nálezy. Patriarchální bazilika vyniká mozaikovou dlažbou.
1998
 http://whc.unesco.org/en/list/825
29. Národní park Cilento a Vallo di Diano s archeologickými nalezišti Paestum a Velia a Certosa di Padula
Cilento and Vallo di Diano National Park with the Archeological sites of Paestum and Velia, and the Certosa di Padula
Řada svatyní a osad podél tří horských hřbetů, táhnoucích se od východu k západu Kampánie. Hranice mezi řeckými koloniemi Magna Grecia a domorodými etruskými a lukánskými obyvateli.
1998
 http://whc.unesco.org/en/list/842
30. Historické centrum Urbina
Historic Centre of Urbino
Městečko na kopcích z 15. stol.
1998
 http://whc.unesco.org/en/list/828
31. Hadriánova vila v Tivoli
Villa Adriana Tivoli
Komplex klasických budov postavený v 2. století n. l. římským císařem Hadriánem.
1999
 http://whc.unesco.org/en/list/907
32. Assisi, bazilika svatého Františka z Assisi a další františkánské památky
Assisi, the Basilica of San Francesco and Other Franciscan Sites
Velká díla středověkého umění, jako např. bazilika sv. Františka a obrazy malířů jako byl Simone Martini, Cimabue, Pietro Lorenzetti a Giotto.
2000
 http://whc.unesco.org/en/list/990
33. Město Verona
City of Verona
Verona, město kultury a umění, kde se zachovalo mnoho památek od starověku přes středověk a renesanci.
2000
 http://whc.unesco.org/en/list/797
34. Liparské ostrovy
Isole Eolie Aeolian Islands
Souostroví vulkanického původu se známou sopkou Stromboli.
2000
 http://whc.unesco.org/en/list/908
35. Villa d'Este v Tivoli
Villa d'Este, Tivoli
 Svým palácem a zahradou je jednou z nejvýznamnějších ukázek nejčistší renesanční kultury.
2001
 http://whc.unesco.org/en/list/1025
36. Pozdně barokní města v údolí Val di Noto (jihovýchodní Sicílie)
Late Baroque Towns of the Val di Noto South-eastern Sicily
Osm měst v jihovýchodní Sicílii: Caltagirone, Militello in Val di Catania, Katánie, Modica, Noto, Palazzolo, Ragusa a Scicli. Všechna byla znovu vystavěna po zničujícím zemětřesení v r. 1693.
2002
 http://whc.unesco.org/en/list/1024
37. Sacri Monti v Piemontu a Lombardii
Sacri Monti of Piedmont and Lombardy
Celkem 9 architektonických celků kaplí a jiných staveb pocházejících z 16. a 17. století.
2003
 http://whc.unesco.org/en/list/1068
38. Etruské nekropole Cerveteri a Tarquinia
Etruscan Necropolises of Cerveteri and Tarquinia
Dva velké etruské hřbitovy, které reprezentují odlišné typy pohřebních praktik v období od 9. do 1. století př. n. l.
2004
 http://whc.unesco.org/en/list/1158
39. Val d'Orcia
Val d'Orcia
Krajina v údolí Val d'Orcia v Toskánsku je součástí oblasti kolem Sieny, jež se vyvíjela od 14. století pod vlivem města.
2004
 http://whc.unesco.org/en/list/1026
40. Syrakusy a skalní nekropole Pantalica
Syracuse and the Rocky Necropolis of Pantalica
V Syrakusách je dochována osada Ortygia založená Řeky z Koryntu v 8. stol. př. n. l. Nekropole Pantalica zahrnuje na 5 000 hrobek vytesaných ve skále ze 13. až 15. stol. př. n. l.
2005
 http://whc.unesco.org/en/list/1200
41. Janov: Le Strade Nuove a systém Palazzi dei Rolli
Genoa: Le Strade Nuove and the system of the Palazzi dei Rolli
Historické centrum Janova vzniklé na přelomu 16. a 17. stol. je prvním příkladem urbanistického plánování centra města v Evropě.
2006
 http://whc.unesco.org/en/list/1211
42. Rhétská dráha
Rhaetian Railway in the Albula / Bernina Landscapes
Společně se Švýcarskem
2008
http://whc.unesco.org/en/list/1276
43. Mantova a Sabbioneta
Mantua and Sabbioneta
2008
http://whc.unesco.org/en/list/1287
44. Dolomity
The Dolomites 
Krasový systém, ledovec, hluboká údolí, skladní stěny
2009
http://whc.unesco.org/en/list/1237
45. Monte San Giorgio
Monte San Giorgio
Zalesněná hora jižně od Luganského jezera je považována za nejbohatší naleziště mořských fosilií z doby středního triasu.
2003, rozšířeno 2010
 http://whc.unesco.org/en/list/1090
46. Prehistorická kůlová obydlí v Alpách
Prehistoric Pile dwellings around the Alps
Kůlová obydlí z období 5000 až 500 let před naším letopočtem v blízkosti jezer, řek či mokřadů.
2011
 http://whc.unesco.org/en/list/1363
47. Mocenská střediska Langobardů v Itálii
Longobards in Italy. Places of the power (568-774 A.D.)
7 lokalit v severní a střední Itálii, které zahrnují pevnosti, kláštery a kostely: Brescia, Cividale del Friuli, Castelseprio, Spoleto, Campello sul Clitunno, Benevento a Monte Sant'Angelo.
2011
 http://whc.unesco.org/en/list/1318
48. Vily a zahrady Medicejských v Toskánsku
Medici Villas and Gardens in Tuscany
12 vil a zahrad v Toskánsku jako odkaz významného mecenášského roku Medicejských
2013
http://whc.unesco.org/en/list/175
49. Etna
Mount Etna
Mohutná sopka na východě Sicílie
2013
http://whc.unesco.org/en/list/1427
50. Vinařská krajina Piemontu: Langhe-Roero a Monferrato
The Vineyard Landscape of Piedmont: Langhe-Roero and Monferrato
Vinařská krajina mezi řekou Pád a Ligurskými Alpami.
2014
http://whc.unesco.org/en/list/1390/
51. Arabsko-normanské Palermo a katedrály v Cefalú a v Monreale
Arab-Norman Palermo and the Cathedral Churches of Cefalú and Monreale
9 staveb (paláce, kostely, katedrály, most) spojující vlivy Západu, Byzance a muslimského světa z období normanských sicilských králů (1130–1194).
2015
http://whc.unesco.org/en/list/1487
52. Původní bukové lesy Karpat a dalších oblastí Evropy
Primeval Beech Forests of the Carpathians and Other Regions of Europe
Zachovalé bučiny v různých oblastech Evropy od Pyrenejí po Černé moře.
2007, 2011, 2017, 2021
http://whc.unesco.org/en/list/1133
53. Benátské obranné stavby mezi 15. a 17. stoletím: Stato da Terra – západní Stato da Mar
Venetian Works of Defence between 15th and 17th centuries: Stato da Terra – western Stato da Mar
Městské hradby, pevnosti a další obranné stavby v Kotoru, Šibeniku, Zadaru, Bergamu, Peschieře del Garda a Palmanově.
2017
 http://whc.unesco.org/en/list/1533
54. Ivrea – průmyslové město 20. století
Ivrea, industrial city of the 20th century
Průmyslové stavby mezi lety 1930 a 1960.
2018
 http://whc.unesco.org/en/list/1538
55. Kopce prosecca Conegliano a Valdobbiadene
Le Colline del Prosecco di Conegliano e Valdobbiadene
Krajina proslavená pěstováním a výrobou vína Prosecco.
2019
 http://whc.unesco.org/en/list/1571
56. Slavná lázeňská města Evropy
The Great Spa Towns of Europe
11 měst, které jsou svědectvím mezinárodní evropské lázeňské kultury, která se rozvíjela od počátku 18. století do 30. let 20. století.
2020
http://whc.unesco.org/en/list/1613
57. Cyklus fresek ze 14. století v Padově
Padua’s fourteenth-century fresco cycles
Skupina osmi církevních a světských budov v  centru Padovy s freskami ze 14. století.
2020
http://whc.unesco.org/en/list/1623
58. Podloubí v Boloni
The Porticoes of Bologna
Různorodé otevřené sloupové haly v Bologni, jejíž stáří některých sahá až do 12. století a dohromady zabírají 62 kilometrů.
2021
http://whc.unesco.org/en/list/1650
59. Evaporitický kras a jeskyně severních Apenin
Evaporitic Karst and Caves of Northern Apennines
Krasová oblast s více než 900 jeskyněmi o celkové délce více než 100 km. Krajský kras je vědecky studován již od 16. století.
2023
http://whc.unesco.org/en/list/1692
60. Via Appia
Via Appia. Regina Viarum
Více než 800 kilometrů dlouhá, nejstarší a nejvýznamnější z velkých silnic starověkého Říma
2024
https://whc.unesco.org/en/list/1708
61. Pohřebnická tradice na pravěké Sardinii - Domus de Janas
Funerary Tradition in the Prehistory of Sardinia – The domus de janas
Pohřební hypogea z období 5. až 3. tisíciletí před Kristem.
2025
https://whc.unesco.org/en/list/1730

## Izrael

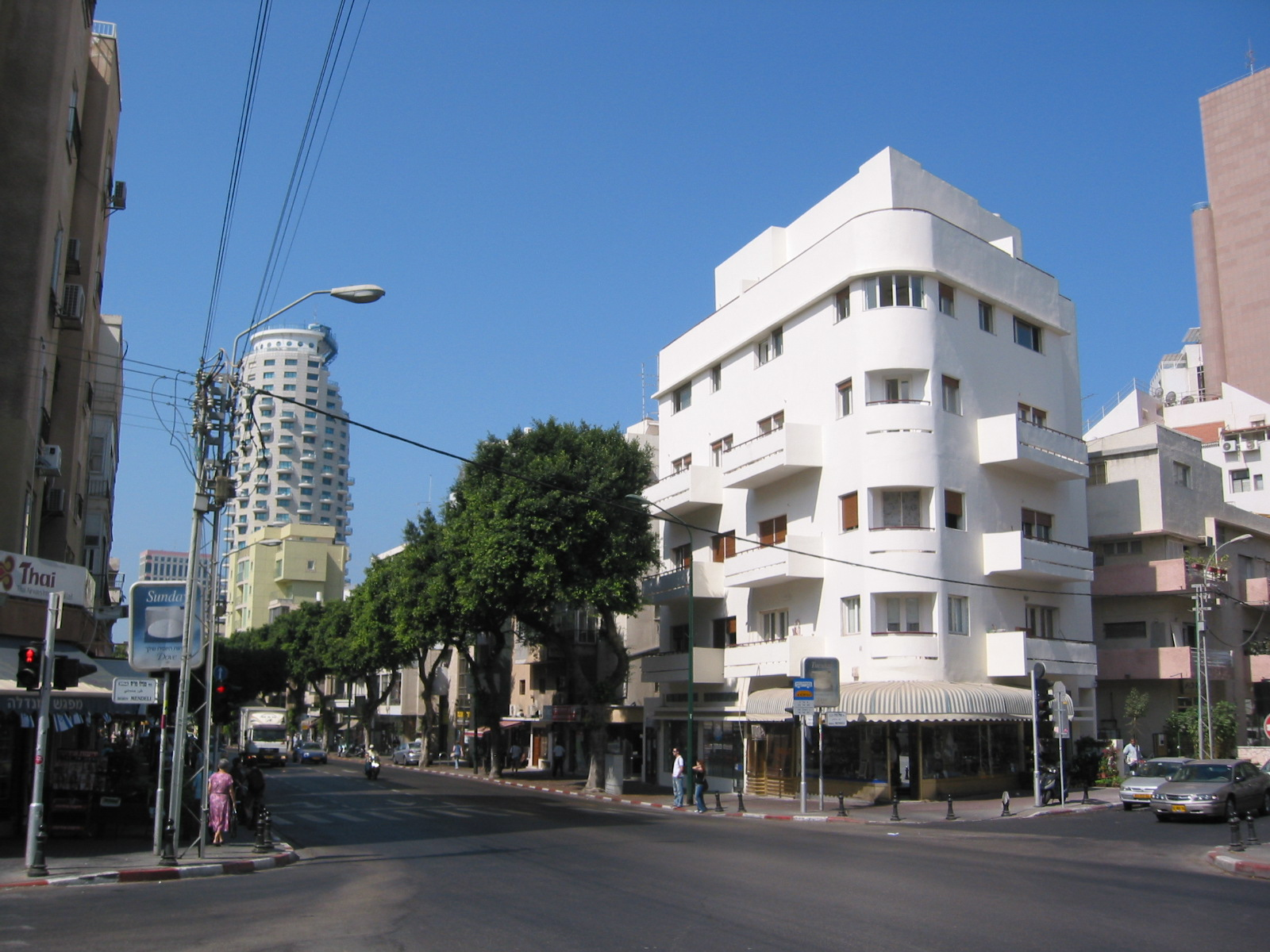
Bílé Město v Tel-Avivu

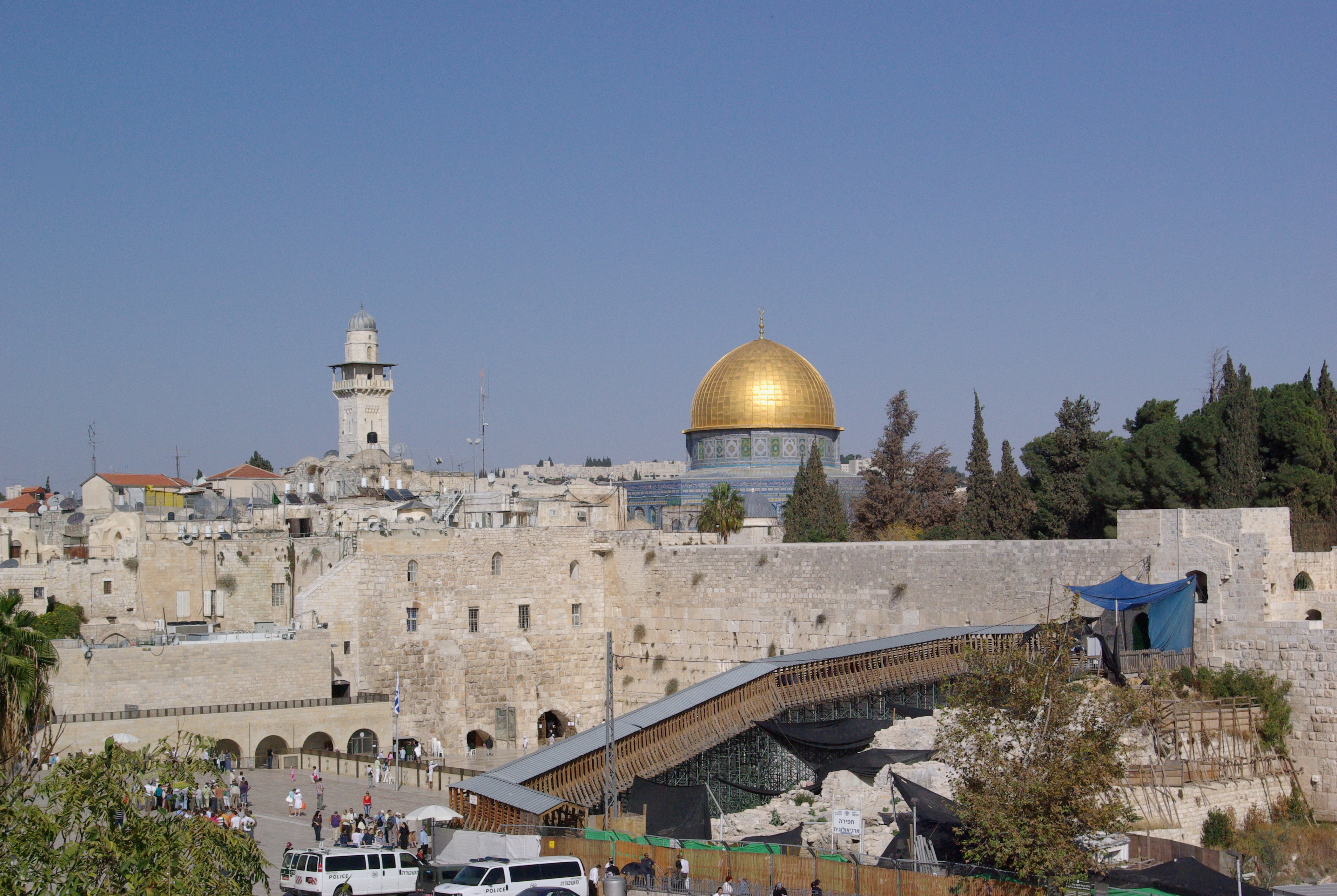
Jeruzalém

1. Masada

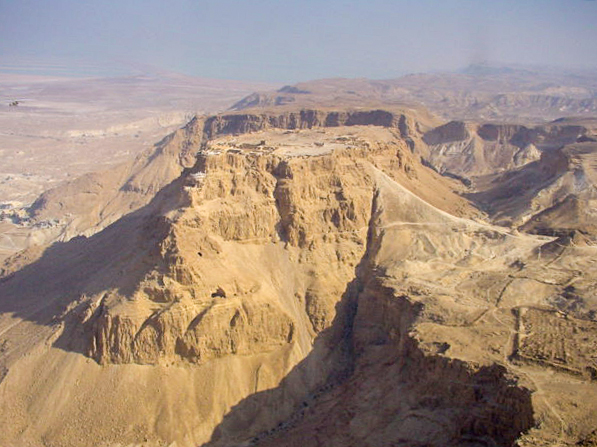
Masada
Palácový komplex nechal vystavět judský král Herodes Veliký. Zbytky Masady se zachovaly na nejvyšším bodě zdánlivě nedobytné pevnosti uprostřed rozeklané krajiny.
2001
 http://whc.unesco.org/en/list/1040
2. Staré město Akko
Old City of Acre
Pod dnešním městem z 18. a 19. století se zachovaly téměř nedotčeny zbytky jeho předchůdce, křižáckého města (1104–1291).
2001
 http://whc.unesco.org/en/list/1042
3. Bílé Město v Tel Avivu
White City of Tel-Aviv – the Modern Movement
Bílé Město bylo vystavěno v letech 1930 až 1948 podle moderních plánů Sira Patrika Geddese.
2003
 http://whc.unesco.org/en/list/1096
4. Biblické telly – Megido, Chacor a Be'er Ševa
Biblical Tels – Megiddo, Hazor, Beer Sheba.
Předhistorická sídliště, která se vztahují k dějištím známým ze Starého zákona.
2005
http://whc.unesco.org/en/list/1108
5. Kadidlová stezka – pouštní města v Negevu
Incense Route - Desert Cities in the Negev
Čtyři nabatejská města Avdat, Mamšit, Chaluca a Šivta s přiléhajícími pevnostmi. Zemědělská krajina a zavlažovací systém v Negevské poušti z doby okolo počátku našeho letopočtu.
2005
 http://whc.unesco.org/en/list/1107
6. Jeruzalémské Staré Město a jeho hradby
Old City of Jerusalem and its Walls
Staré Město o rozloze 1 km² a hradby, obojí z doby Osmánské říše.
1981
 http://whc.unesco.org/en/list/148
7. Bahá'istické svatyně v Haifě a západní Galileji
Bahá’i Holy Places in Haifa and the Western Galilee
26 budov, monumentů a míst na 11 místech v Akku (Akře) a Haifě, které jsou spojeny s bahaistickou vírou.
2008
 http://whc.unesco.org/en/list/1220
8. Archeologická naleziště v pohoří Karmel: jeskyně v Nachal Me'arot / Wádí el-Mughara
Sites of Human Evolution at Mount Carmel: The Nahal Me’arot / Wadi el-Mughara Caves
Západní svahy pohoří Karmel ukrývají archeologické lokality staré až 500 000 let.
2012
 http://whc.unesco.org/en/list/1393
9. jeskyně Bejt Guvrin a Maresha v jutské nížině
Caves of Maresha and Bet-Guvrin in the Judean Lowlands as a Microcosm of the Land of the Caves
Člověkem vytvořené jeskyně staré přibližně 2000 let.
2014
 http://whc.unesco.org/en/list/1370
10. Nekropolis Bejt Še'arim - místo duchovní obnovy Židů
Necropolis of Bet She’arim: A Landmark of Jewish Renewal
Podzemní katakomby jako židovská nekropole, pocházející z 2. století před naším letopočtem.
2015
 http://whc.unesco.org/en/list/1471

## Kypr

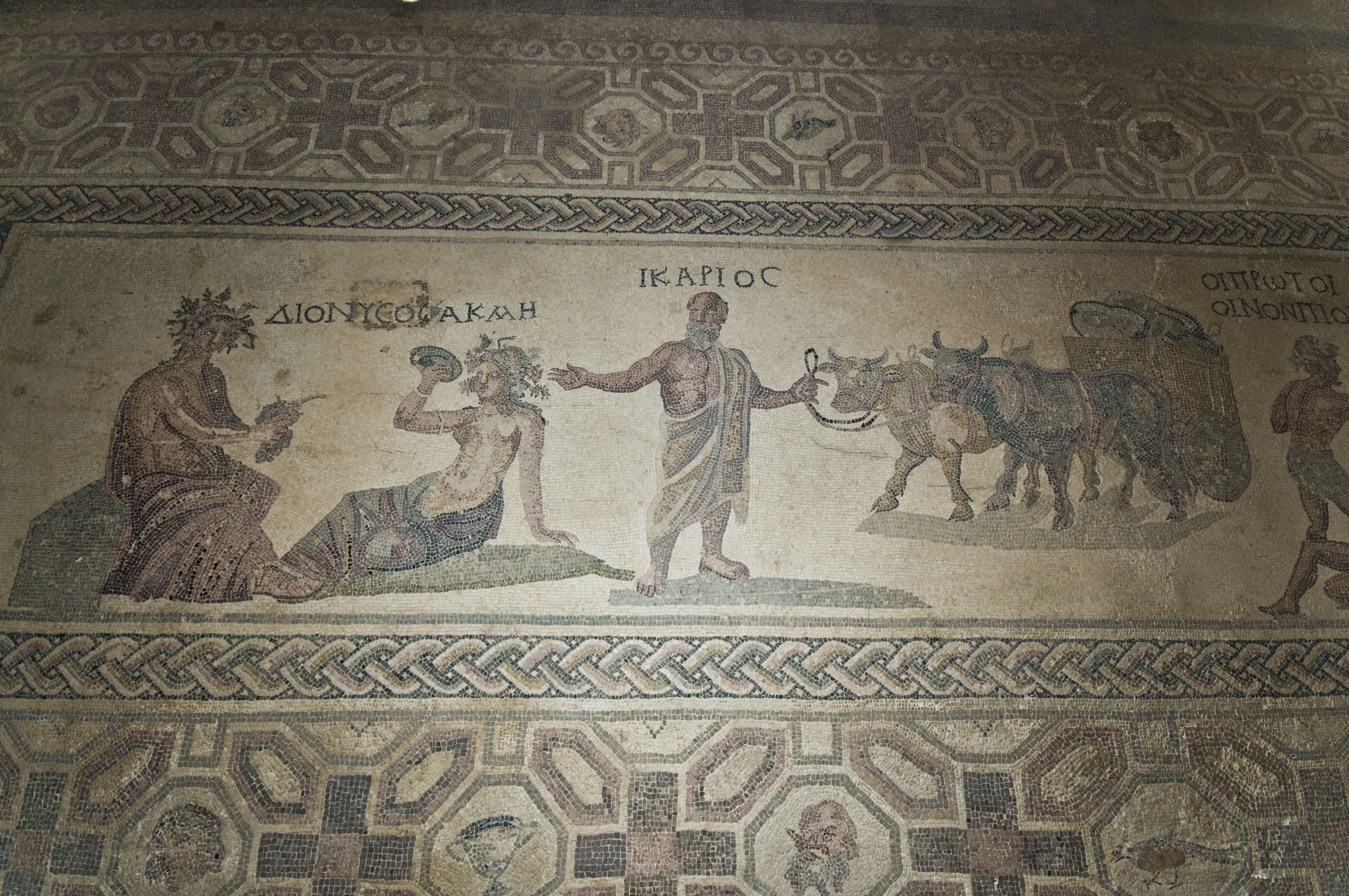
Mosaiky v Pafosu

1. Pafos
Paphos
Archeologická lokalita, chrám Afrodity, paláce, divadla, pevnosti a hrobky z 12. století před naším letopočtem.
1980
 http://whc.unesco.org/en/list/79
2. Malované kostely v pohoří Troodos
Painted Churches in the Troodos Region
Skupina byzantských kostelů, jejichž stěny jsou bohatě pokryté nástěnnými malbami.
1985, 2001
 http://whc.unesco.org/en/list/351
3. Choirokoitia
Choirokoitia
Neolitické sídliště v Choirkoitii, které bylo obýváno od 7. do 4. tisíciletí před n. l.
1998
 http://whc.unesco.org/en/list/848

## Litva

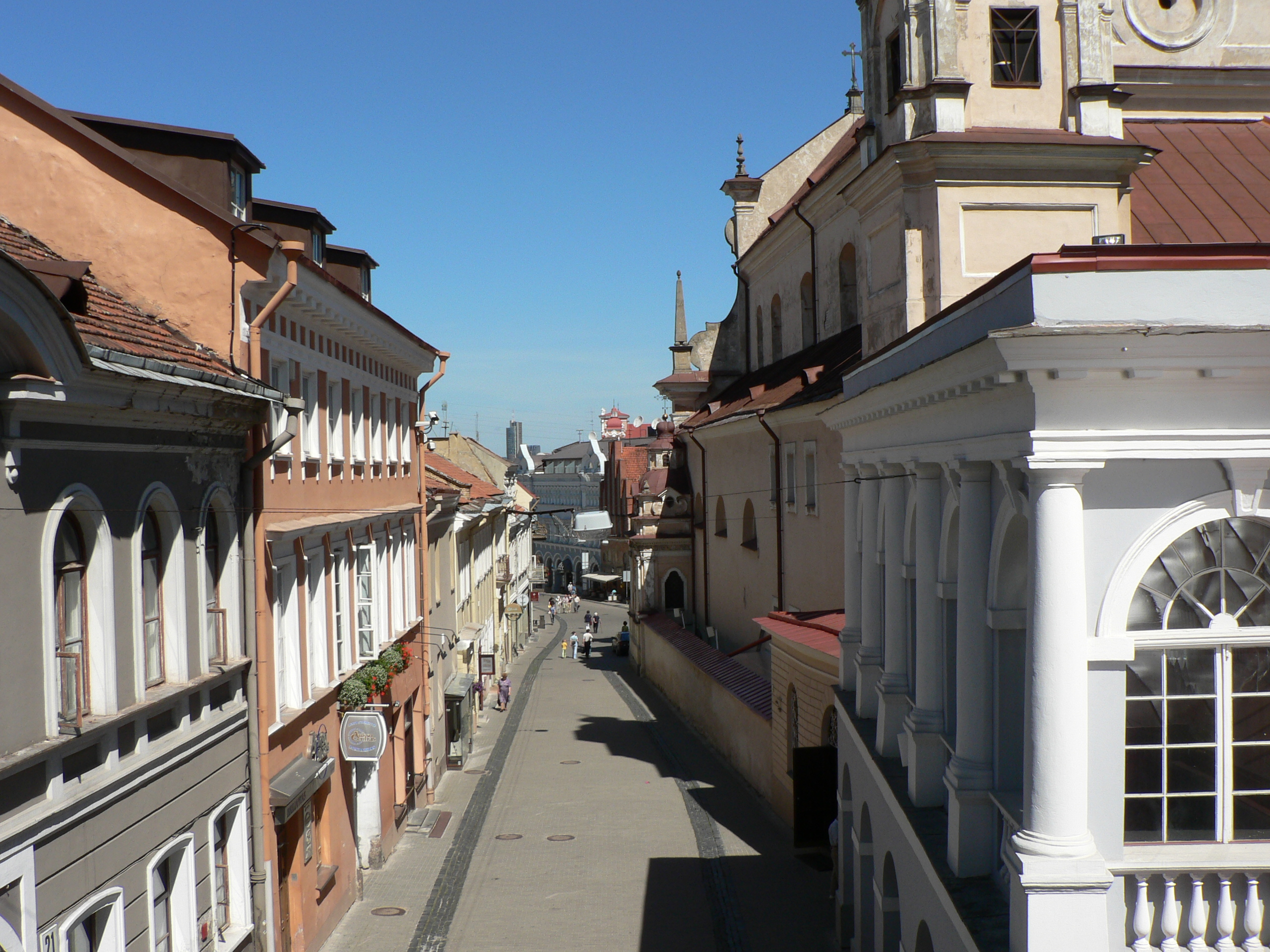
Staré město ve Vilniusu

1. Vilnius – historické centrum
Vilnius Historic Centre
Gotické, renesanční i barokní památky.
1994
 http://whc.unesco.org/en/list/541
2. Kurská kosa
Curonian Spit
98 km dlouhá a místy pouze 400 m široká písečná kosa obydlená od prehistorických dob.
2000
http://whc.unesco.org/en/list/994
3. Kernavė
Kernavė Archaeological Site Cultural Reserve of Kernavė
Oblast archeologických vykopávek od pozdního paleolitu až po středověk.
2004
 http://whc.unesco.org/en/list/1137
4. Struveho geodetický oblouk
Struve Geodetic Arc
Řetězec triangulačních bodů sahající od Hammerfestu v Norsku až k Černému moři. V délce 2820 km prochází Švédskem, Finskem, Běloruskem, Estonskem, Litvou, Lotyšskem, Ruskem, Moldavskem a Ukrajinou.
2005
http://whc.unesco.org/en/list/1187
5. Modernistický Kaunas: Architektura optimismu, 1919-1939
Modernist Kaunas: Architecture of Optimism, 1919-1939
V období mezi dvěma světovými válkami byl Kaunas hlavním městem Litvy. Během této doby bylo postaveno mnoho modernistických budov, které dodnes utvářejí panorámu města.
2023
 http://whc.unesco.org/en/list/1661

## Lotyšsko

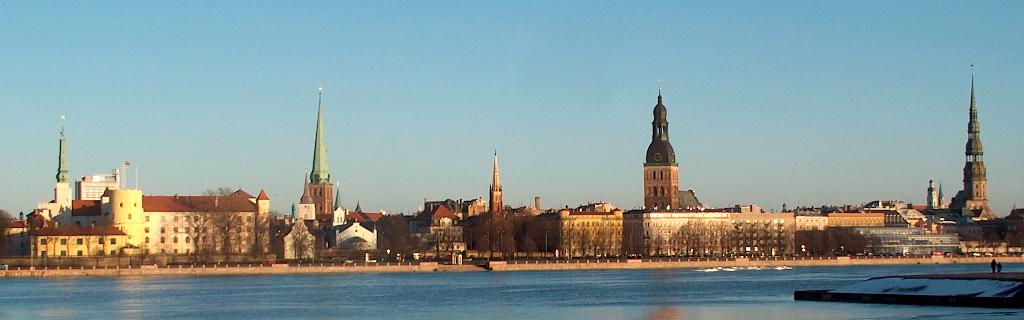
Historické centrum Rigy

1. Historické centrum Rigy
Historic Centre of Riga
Největší koncentrace budov postavených v secesním stylu v Evropě.
1997
http://whc.unesco.org/en/list/852
2. Struveho geodetický oblouk
 Struve Geodetic Arc
Řetězec triangulačních bodů sahající od Hammerfestu v Norsku až k Černému moři. V délce 2820 km prochází Švédskem, Finskem, Běloruskem, Estonskem Litvou, Lotyšskem, Ruskem, Moldavskem a Ukrajinou.
2005
 http://whc.unesco.org/en/list/1187
3. Staré město Kuldīga
Old town of Kuldīga
Nejzachovalejší a poslední dochovaný doklad urbanistického uspořádání ulic a pozemků z doby Kurského a Polského knížectví na území dnešního Lotyšska.
2023
http://whc.unesco.org/en/list/1658

## Lucembursko

Město Lucemburk a jeho opevnění

1. Město Lucemburk a jeho opevnění.
City of Luxembourg: its Old Quarters and Fortifications
Staré město a jeho opevnění jsou dokladem vojenské architektury.
1994
 http://whc.unesco.org/en/list/699

## Maďarsko

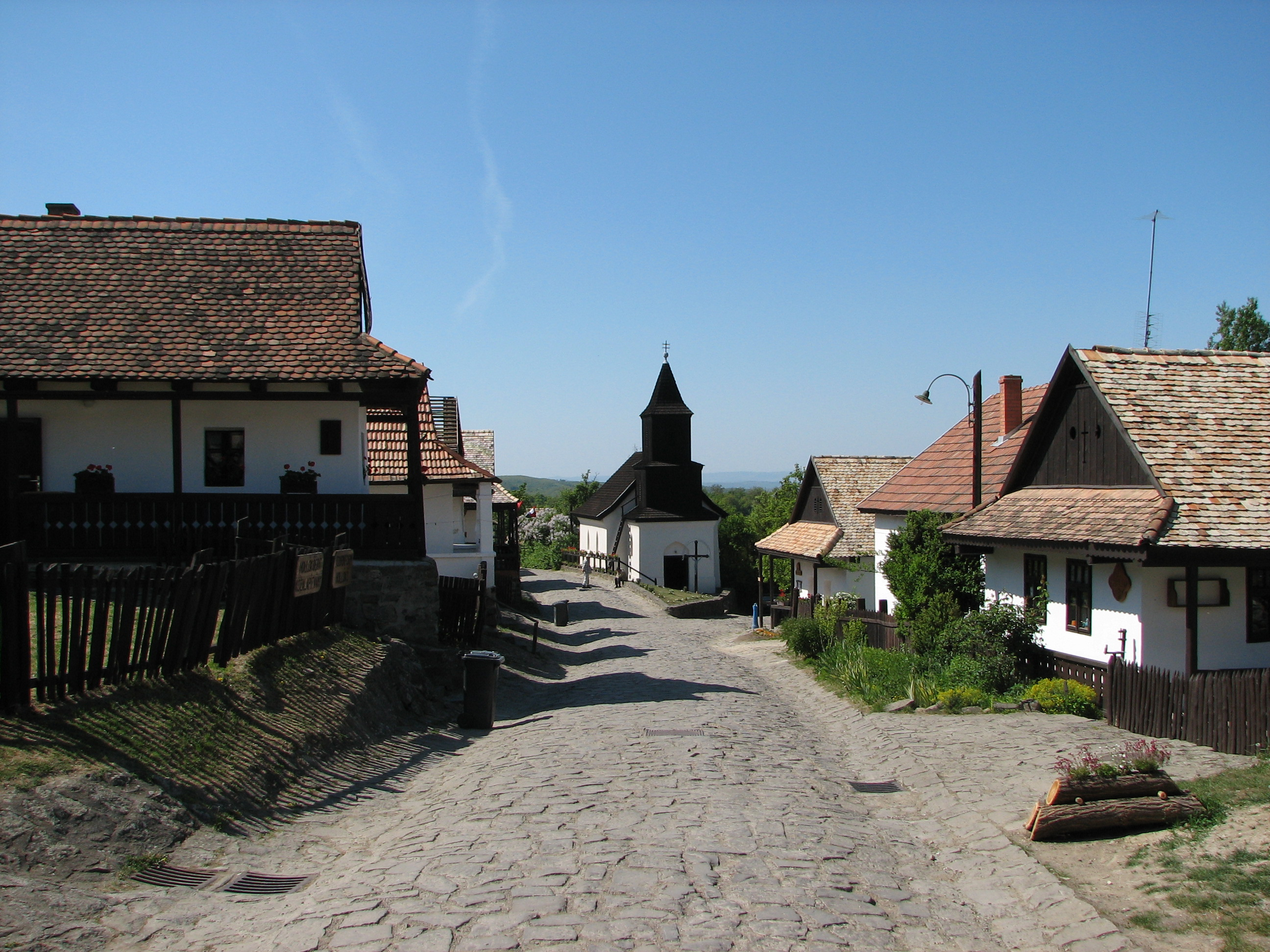
Hollókő

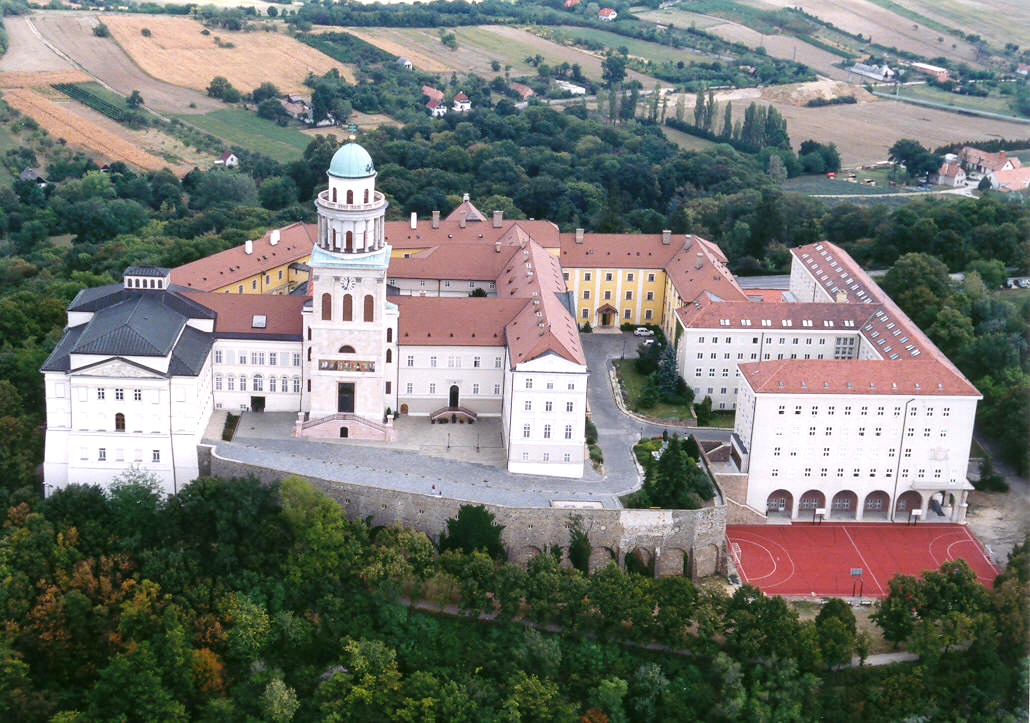
Opátství v Pannonhalmě

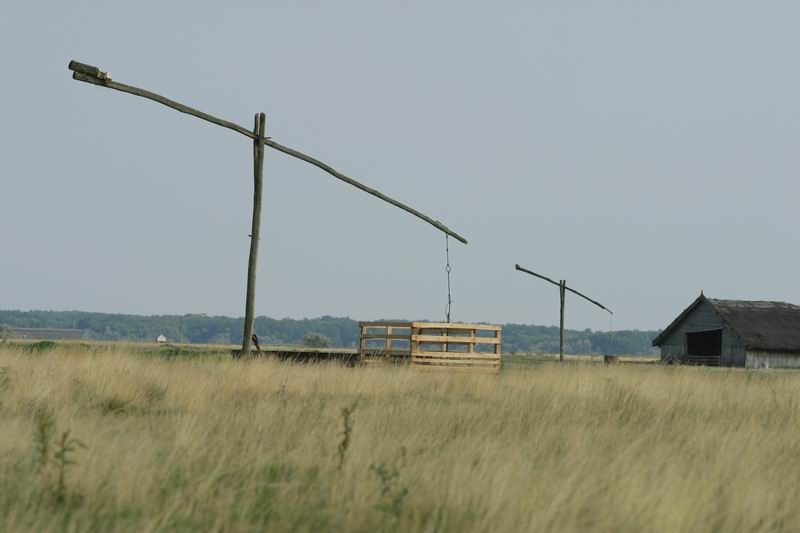
Národní park Hortobágy

1. Budapešť, břehy Dunaje, čtvrť Budínského hradu a Andrássyho třída
Budapest, including the Banks of the Danube, the Buda Castle Quarter and Andrássy Avenue
Město má pozůstatky takových monumentů, jako je římské město Aquincum a gotický hrad Buda, jež měly značný vliv na architekturu v dalších obdobích.
1987, 2002
 http://whc.unesco.org/en/list/400
2. Vesnice Hollókő
Old Village of Hollókö and its Surroundings
Tradiční vesnice v maďarské pustě.
1987
 http://whc.unesco.org/en/list/401
3. Jeskyně Aggteleckého krasu a Slovenského krasu
Caves of Aggtelek Karst and Slovak Karst
Rozsáhlý krasový systém zahrnující na 712 objevených jeskyň.
1995, 2000
http://whc.unesco.org/en/list/725
4. Pannonhalmské arciopatství
Millenary Benedictine Abbey of Pannonhalma and its Natural Environment
Benediktinské opatství staré tisíc let, kde vznikly první dokumenty psané v maďarštině.
1996
 http://whc.unesco.org/en/list/758
5. Národní park Hortobágy
Hortobágy National Park - the Puszta
Rozlehlá oblast plání a mokřin ve východním Maďarsku.
1999
 http://whc.unesco.org/en/list/474
6. Raně křesťanský hřbitov v městě Pécs
Early Christian Necropolis of Pécs Sopianae
Ve 4. století byly v římském provinčním městě Sopianae (nynější Pécs) postaveny zdobené hrobky s nástěnnými malbami.
2000
 http://whc.unesco.org/en/list/853
7. Kulturní krajina Neziderského jezera
Fertö/Neusiedlersee Cultural Landscape
Pozoruhodná vesnická architektura v osadách obklopujících jezero na hranicích Maďarska a Rakouska.
2001
 http://whc.unesco.org/en/list/772
8. Vinařská kulturní krajina v oblasti Tokaje
Tokaj Wine Region Historic Cultural Landscape
Kulturní krajina Tokaje představuje dlouhou tradici pěstování vína v tomto kraji nízkých pahorků a říčních údolí.
2002
 http://whc.unesco.org/en/list/853

## Malta

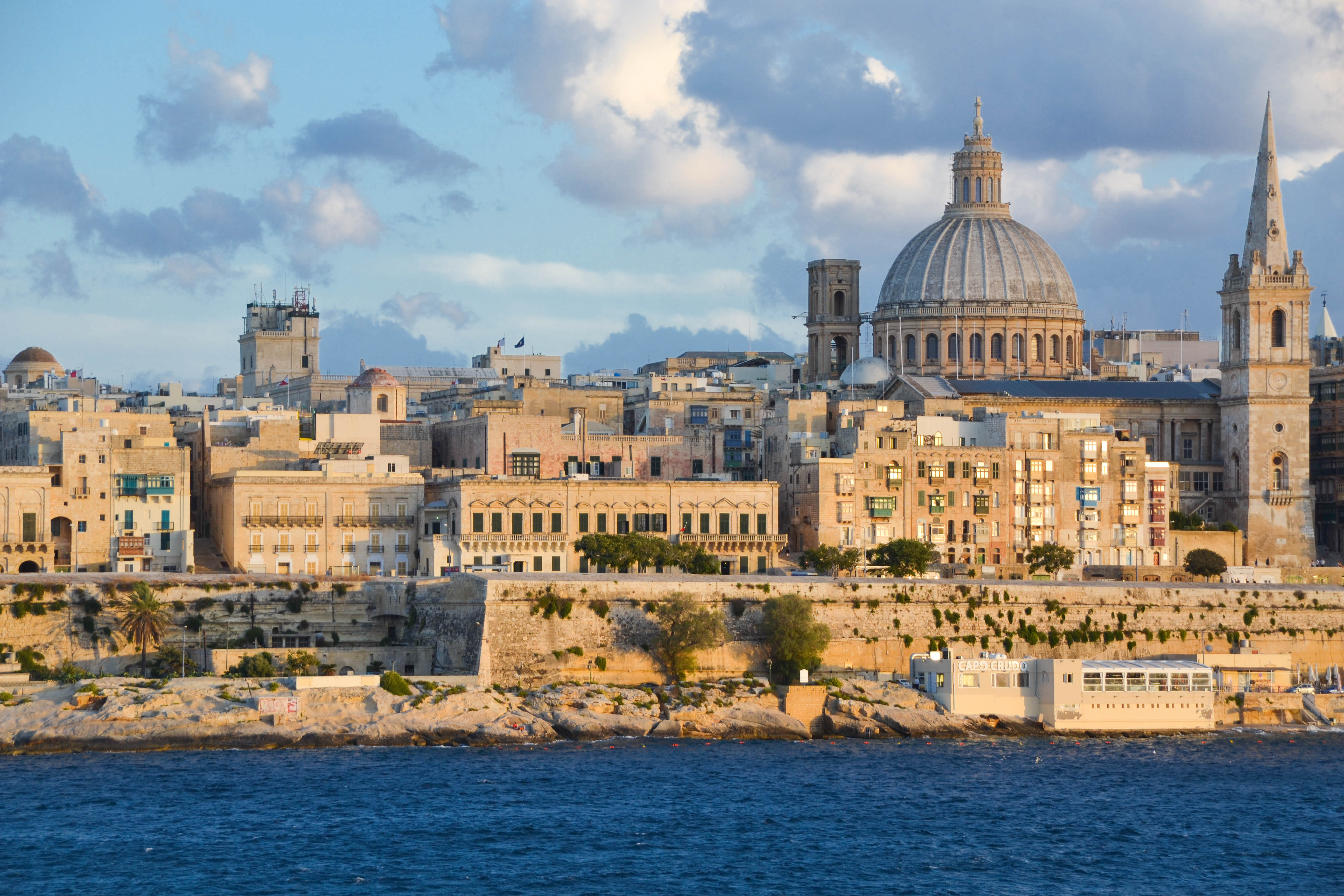
Valletta

1. Valletta
City of Valletta
Opevněné město má památky fénické, řecké, římské, byzantské, arabské i křesťanské.
1980
 http://whc.unesco.org/en/list/131
2. Hypogeum Hal Saflieni
Hal Saflieni Hypogeum
Podzemní prostora vytvořená kolem roku 2500 př. n. l. jako nekropole. 
1980
 http://whc.unesco.org/en/list/130
3. Megalitické chrámy na Maltě
Megalithic Temples of Malta
Sedm megalitických chrámů na ostrovech Malta a Gozo, mezi nejvýznamnější patří Ggantija.
1980, 1992
 http://whc.unesco.org/en/list/132

## Moldavsko
1. Struveho geodetický oblouk
Struve Geodetic Arc
Řetězec triangulačních bodů sahající od Hammerfestu v Norsku až k Černému moři. V délce 2820 km prochází Švédskem, Finskem, Běloruskem, Estonskem Litvou, Lotyšskem, Ruskem, Moldavskem a Ukrajinou.
2005
 http://whc.unesco.org/en/list/1187